# 리처드 닉슨 탄핵 과정
리처드 닉슨에 대한 탄핵 절차는 1973년 10월 30일, 워터게이트 사건이 진행되는 동안 미국 하원에 의해 시작되었다. 당시 널리 "토요일 밤의 학살"이라고 불린 고위직 사임 및 해고 사태 직후 리처드 닉슨 대통령의 탄핵을 요구하는 여러 결의안이 제출되었다. 미국 하원 사법위원회는 곧 워터게이트 사건에서 대통령의 역할에 대한 공식 조사를 시작했고, 1974년 5월에는 미국 헌법 제2조 제4절에 따라 닉슨을 중대한 범죄 및 비행으로 탄핵할 충분한 근거가 있는지에 대한 공식 심리를 시작했다. 이 조사는 미국 상원이 1972년 대통령 선거 중 워터게이트 콤플렉스 내 민주당 전국위원회 본부 침입 사건과 공화당 닉슨 행정부의 개입 은폐 시도를 조사하기 위해 대통령 선거 활동 상원 특별위원회를 설립한 지 1년 만에 착수되었다. 이 심리 도중 스캔들의 범위가 명확해졌고 닉슨 백악관 녹음 테이프의 존재가 밝혀졌다.
사법위원회의 1974년 4월 소환 (법)장 발행에 따라, 워터게이트 은폐와 관련된 백악관 대화 녹음 테이프 42개의 편집된 녹취록이 닉슨에 의해 마침내 공개되었다. 그러나 위원회는 직접 오디오 테이프를 요구했으며, 추가 테이프에 대한 소환장을 발행했고, 닉슨은 이 모든 것을 거부했다. 같은 달, 닉슨은 특별 검사 레온 야월스키가 요청한 워터게이트 관련 테이프 64개에 대한 소환에도 응하지 않았다. 결국, 1974년 7월 24일, 미국 연방 대법원은 닉슨에 대한 만장일치 결정을 내렸고, 그에게 소환에 응할 것을 명령했다. 1974년 5월 9일, 닉슨에 대한 탄핵 조사 공식 심리가 시작되었고, 1974년 7월 27일부터 30일까지 민주당 주도의 사법위원회 위원들이 마침내 세 개의 탄핵 조항을 승인하면서 절정에 달했다. 이 조항들은 닉슨에게 다음과 같은 혐의를 제기했다: (1) 워터게이트 침입 조사를 방해하고, 책임자들을 보호하며, 다른 불법 활동의 존재를 은폐하려는 사법 방해; (2) 행정부 첫 해(1969년)부터 여러 차례 대통령직을 이용하여 미국 국세청과 연방수사국 같은 연방 기관을 불법적으로 사용하고, 비밀 백악관 특별 조사팀을 설립하여 시민의 헌법적 권리를 침해하고 합법적인 조사를 방해한 직권남용죄; (3) 의회 소환에 응하지 않음으로써 의회 모독을 한 것. 이 조항들은 최종 조치를 위해 하원에 보고되었으며, 위원회 공화당원 17명 중 7명이 모든 민주당원 21명과 함께 한 개 이상의 조항에 찬성표를 던졌다. 다른 두 개의 조항은 위원회에서 논의되었지만 거부되었다. 제출된 증거의 강도와 위원회 내 조항들에 대한 초당적 지지를 바탕으로, 양당 하원 지도자들은 닉슨의 탄핵안이 하원 본회의에 올라 최종 투표에 부쳐진다면 통과될 것이 확실하며, 상원 재판에서 유죄 판결을 받을 가능성도 높다고 결론 내렸다.
1974년 8월 5일, 닉슨은 추가 대화 중 하나인 ""스모킹 건" 테이프"의 녹취록을 공개했는데, 이는 워터게이트 은폐에 대한 그의 공모를 명확히 보여주었다. 이 폭로로 닉슨은 정치적으로 파멸했다. 의회에서 가장 충성스러웠던 그의 지지자들도 사법 방해 혐의로 닉슨을 탄핵하고 유죄 판결을 내릴 것이라고 발표했다. 공화당 의회 지도자들은 닉슨을 만나 그의 탄핵과 해임이 거의 확실하다고 말했다. 이에 닉슨은 재임하려는 노력을 포기하고 1974년 8월 9일에 사임했다. 수정 헌법 제25조 제1절에 따라 제럴드 포드 부통령이 대통령직을 승계했다. 당시 탄핵 조항에 대한 최종 하원 투표와 상원 재판 준비가 진행 중이었지만, 그의 사임으로 인해 더 이상의 공식적인 조치는 불필요하게 되었고, 하원은 2주 후에 그에 대한 탄핵 절차를 공식적으로 종결했다.
닉슨은 앤드루 존슨이 1868년에 공식 탄핵 조사를 받은 이후 하원에서 공식 탄핵 조사를 받은 첫 번째 미국 대통령이었다. 닉슨 이후 두 명의 후임 대통령도 비슷한 절차를 겪었으며, 둘 다 존슨처럼 탄핵되었지만, 그 이후의 상원 재판에서 무죄 판결을 받았다. 따라서 닉슨 자신은 탄핵되지 않았지만, 그에 대한 탄핵 절차는 지금까지 대통령의 퇴임을 초래한 유일한 경우이다 (그는 사임했다).

## 배경
워터게이트 사건은 1972년 6월 17일 워싱턴 D.C.의 워터게이트 사무실 빌딩에 있는 민주당 전국위원회 본부 침입 사건과 닉슨 행정부가 이 사건에 연루된 것을 은폐하려 시도하면서 시작되었다. 1973년 1월, 리처드 닉슨이 두 번째 임기를 시작한 바로 그 달에, 침입자들은 각각 존 시리카 미국 연방지방법원 판사 앞에서 개별적으로 재판을 받았고, 모두 유죄를 인정하거나 유죄 판결을 받았다. 그해 2월, 미국 상원은 이 스캔들을 조사하기 위한 특별 조사 위원회 설립에 투표했다. 그 결과 상원 워터게이트 심리는 샘 어빈의 주도로 1973년 5월에 시작되었다. PBS와 (번갈아 가며) 미국의 세 민영 방송 네트워크인 ABC, CBS, NBC에 의해 전국적으로 "일거수 일투족"이 방송된 이 심리는 그 여름 내내 대중의 큰 관심을 불러일으키고 유지했다. 상원 의원들은 대통령이 워터게이트 침입에 행정부 개입을 은폐하려는 계획을 승인했다는 증언을 들었고, 오벌 오피스에 음성 활성화 녹음 시스템이 존재한다는 사실을 알게 되었다.
별도로 1973년 5월 25일, 엘리엇 리처드슨 법무부 장관은 아치볼드 콕스를 워터게이트 침입에 대한 닉슨 행정부 연루 가능성을 조사하는 연방 수사 특별 검사로 임명했다. 그해 7월 백악관 대화 녹음의 존재가 알려지자, 콕스와 상원 워터게이트 위원회는 모두 시리카 판사에게 여러 "관련성 있고 중요한" 녹음과 문서에 대한 소환 (법)장을 발행해 달라고 요청했다. 워터게이트 침입에 대한 사전 지식이나 은폐 참여를 부인했으며, 1973년 초까지 알지 못했다고 주장한 대통령은 행정 특권과 국가 안보 문제를 들어 소환에 응하기를 거부했다. 다음 달 워터게이트에 대한 대국민 연설에서 닉슨은 자신의 거부를 정당화했다:
이 테이프 문제에는 대통령 대화의 기밀성 원칙이 걸려 있습니다. 저는 이 위대한 직책의 수행에 매우 중요한 이 원칙을 훼손하려는 어떤 노력에도 반대해야 하며, 반대할 것입니다.

닉슨이 테이프에 대한 소환에 완강히 응하지 않자 백악관과 의회, 특별검사 사이에 헌정 위기가 발생했다. 8월 9일, 상원 위원회는 닉슨 대통령에게 소환된 테이프를 공개하도록 강제하기 위해 연방지방법원에 소송을 제기했다. 법원은 판결을 피하기 위해 당사자들에게 법정 밖 합의를 협상하도록 요청했다; 그러나 닉슨의 비협조로 인해 수용 가능한 타협점을 찾으려는 노력은 실패했다. 그럼에도 불구하고 닉슨은 곧 코스, 상원 워터게이트 위원회, 시리카 판사와 협력할 방법을 모색하기 시작했는데, 두 여론 조사에서 대중 여론이 자신에게 확고히 반대한다는 결과가 나왔기 때문이었다. 갤럽 여론조사에 응답한 사람들의 61%는 대통령이 소환된 테이프를 법원에 공개해야 한다고 말했고, 해리스 여론조사에 응답한 사람들의 54%는 대통령이 테이프 제출 명령을 따르지 않으면 의회가 탄핵 절차를 시작하는 것이 정당하다고 말했다.
10월 12일, 5대 2로 내려진 항소법원 판결은 시리카 판사의 소환을 지지했다. 이 결정으로 인해 약화된 대통령은 알렉산더 헤이그 비서실장과 론 지글러 대변인과 함께 타협안을 제시했다. 백악관은 테이프 녹취록을 작성하고, 민주당원이자 미국 상원 군사위원회 위원장인 존 C. 스테니스 상원의원이 직접 테이프를 듣고 녹취록과 비교하도록 요청할 것이었다. 스테니스의 인증된 버전이 법원에 제출될 것이었다. 백악관은 또한 스테니스에게 그의 판단에 따라 대통령에게 당혹스러울 수 있는 원본 형태의 문구를 바꾸고, 콕스에게 그의 사무실에서 다른 테이프를 소환하지 않겠다는 확약을 원했다. 행정부의 설명은 스테니스가 포함된 국가 안보 문제에 민감할 것이라는 것이었다. 그러나 스테니스는 그해 초 강도에게 총을 맞아 귀가 잘 들리지 않고 많은 약을 복용 중이었기 때문에, 대통령은 자신과 다른 사람들이 저속한 언어와 인종차별적인 비방을 사용하고 유죄를 입증할 수 있는 진술을 하는 녹음이 포함되어 있었기 때문에 테이프가 그대로 공식 기록으로 남겨지는 것을 원치 않았던 것으로 여겨진다. 이 계획이 제시되었을 때, 콕스는 이를 단호히 거부했다.
이후 10월 20일, 백악관으로부터 대통령 대화 테이프, 기록 또는 메모를 추가로 확보하려는 시도를 중단하라는 지시를 받은 콕스는 기자회견을 열고, 백악관이 테이프를 넘겨주기를 거부하더라도 닉슨이 법정에서 모독죄로 기소되도록 요청하는 한이 있더라도 계속해서 테이프를 요구할 것이라고 밝혔다. 닉슨은 이에 콕스 해고를 지시했고, 이는 리처드슨 법무부 장관과 윌리엄 럭켈스하우스 법무부 차관의 즉각적인 사임을 초래하여 "토요일 밤의 학살"로 알려지게 되었다.

## 초기 탄핵 요청
제93차 미국 의회가 시작된 몇 달 동안, 대통령 탄핵 조사를 요구하는 여러 단순 결의안이 하원에 제출되어 사법위원회로 회부되었다. 위원회는 일반 조사 권한 하에 혐의 조사를 시작했다. 1973년 2월, 하원은 탄핵을 명시적으로 언급하지 않은 추가 조사 권한을 부여하는 결의안을 승인했다.
닉슨 대통령의 탄핵을 직접적으로 요구한 첫 번째 결의안은 1973년 7월 31일 로버트 드리넌이 제출했다. 특정 혐의를 포함하지 않은 그의 결의안은 닉슨의 캄보디아 폭격에 대한 은밀한 승인과, 커져가는 워터게이트 스캔들과 관련된 그의 행동에 대한 반응으로 제기된 것이었다. 이 결의안은 양당 지도자들에 의해 사실상 무시되었다. 하원 원내총무 팁 오닐은 나중에 이렇게 말했다:
도덕적으로 드리넌은 좋은 주장을 가지고 있었다. 그러나 정치적으로 그는 거의 망칠 뻔했다. 만약 드리넌의 결의안이 제출되었을 때 투표에 부쳐졌다면, 400대 20 정도로 압도적으로 부결되었을 것이다. 그 후, 대부분의 의원들이 이미 한 번 탄핵에 반대하는 투표를 한 것으로 기록되었기 때문에, 나중에 그들의 마음을 바꾸게 하기가 극도로 어려웠을 것이다.

1973년 9월까지는 닉슨이 정치적 힘을 되찾았고, 미국 대중은 워터게이트 청문회에 지쳐 있었으며, 의회는 백악관 테이프에서 중대한 폭로가 있거나 조사에 대한 중대한 새로운 대통령의 조치가 없는 한 탄핵에 착수할 의지가 없다는 인식이 있었다. 그럼에도 불구하고, 테이프에 대한 법적 공방으로 인해 탄핵에 대한 정보에 대한 대중의 관심이 고조되었다. 이에 따라 사법위원회는 이 주제에 대한 718쪽짜리 책을 준비했다. 1973년 10월에 출판된 이 책은 탄핵 권한의 기원을 추적하고, 의회에서 이 권한이 이전에 사용된 모든 사례를 인용하며, 앤드루 존슨의 1868년 상원 탄핵 재판에 대한 자세한 설명을 제공한다.

## 탄핵 조사 준비

### 조사 촉구

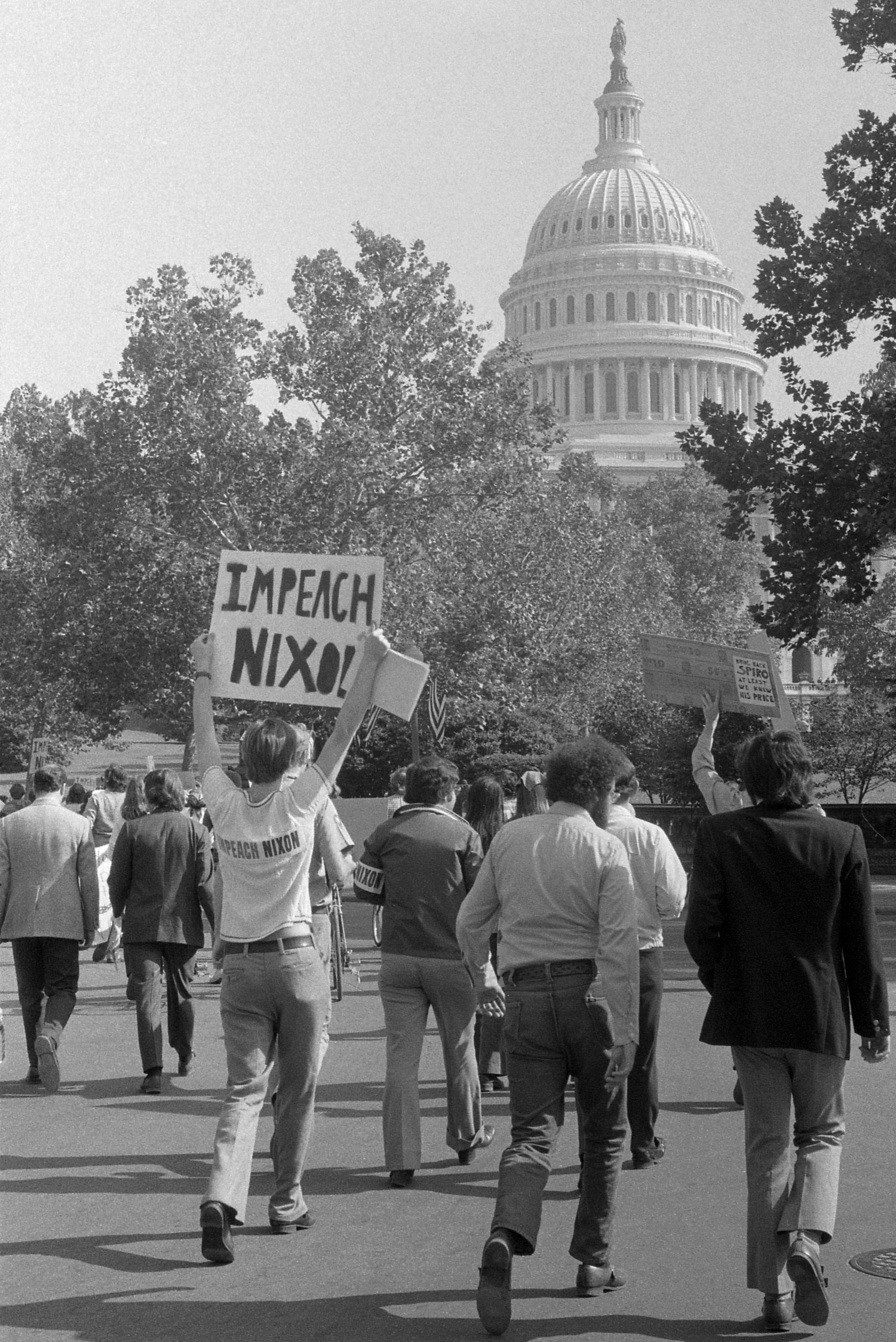
토요일 밤의 학살 이후 닉슨 대통령의 탄핵을 요구하는 워싱턴 D.C. 시위대

10월 20일 "토요일 밤의 학살"은 닉슨에게 빠르게 홍보 재앙이 되었다. 백악관이 해고와 사임을 발표한 직후, NBC 뉴스 앵커 존 챈슬러는 네트워크의 황금시간대 프로그램 방송을 중단시키며 비장한 메시지를 전했다: "오늘 밤 이 나라는 역사상 가장 심각한 헌법 위기에 처해 있을지도 모릅니다." 다음 날, 뉴욕 타임스는 다음과 같이 선언했다: "이 나라는 헌법적 권한에 대한 독재적 오해에 압도된 대통령의 손에 있다." 백악관과 의회 사무실은 기록적인 45만 통의 전보에 휩싸였으며, 대부분은 닉슨의 탄핵을 요구했다; 수백 명의 시위대는 백악관 밖에서 같은 요구를 시끄럽게 외쳤다.
닉슨의 아치볼드 콕스 해고는 의회에서도 큰 파문을 일으켰다. 10월 23일부터 격분한 하원 민주당원들은 탄핵 또는 탄핵 조사 또는 최소한 새로운 특별검사를 요구하는 22개의 별도 탄핵 관련 결의안을 제출했다. 또한 닉슨은 자신을 견책하거나 사임을 요구하는 여러 결의안의 대상이 되었다. 칼 앨버트 하원 의장은 다양한 결의안을 사법위원회에 회부했다.
더 나아가 닉슨의 행동은 공화당 의회 지도자들로부터 광범위하게 비판을 받았고, 그들은 소환된 모든 워터게이트 자료에 대한 수사관들에게 "완전하고 포괄적인 공개"와 새로운 특별검사의 임명을 요구했다. 같은 날 닉슨은 소환된 테이프를 시리카 판사에게 넘겨주기로 동의했다. 대통령은 또한 콕스를 해고하면서 폐지했던 특별검사 직을 다시 설치하기로 결정했다. 일주일 후, 레온 야월스키가 로버트 보크 법무부 장관 대행에 의해 그 직책에 임명되었다.
당시 스피로 애그뉴 부통령의 10월 10일 사임 이후 대통령 계승 서열 1위였던 앨버트 의장은 위원회에 탄핵에 대해 충동적이거나 성급한 행동을 취하지 말 것을 경고했다; 그는 또한 의회에 부통령 공석을 채울 제럴드 포드의 지명에 대해 신속히 조치할 것을 촉구했다. 공석 기간 동안 앨버트는 자유주의 성향의 하원 민주당원들, 예를 들어 벨라 압주그와 같은 의원들로부터 반대되는 압력을 점점 더 많이 받았다. 포드의 부통령 확정을 지연시키고 닉슨의 탄핵과 해임을 신속하게 처리함으로써, 앨버트는 대통령 대행이 되고 민주당은 선거에서 승리하지 않고도 행정부를 장악할 수 있었다. 그러나 그는 그 방침을 거부했고, 만약을 대비하여 대통령직 전환을 위한 19페이지 분량의 비상 계획을 세웠다. 마찬가지로 로디노는 압력에 굴하지 않고, 탄핵 조사가 완료될 때까지 포드 지명이 "볼모"로 잡히지 않을 것이라고 위원회에 말했다.

### 사법위원회 조사 개시
사법위원회는 10월 30일, 21대 17의 당론 투표로 닉슨 대통령의 탄핵 가능성을 심의하기 시작했다. 위원회 민주당원 전원이 찬성하고 공화당원 전원이 반대했다. 그리고 그해 12월, 포드 인준 청문회를 마치자마자 이 문제를 진지하게 다루었다. 위원회는 1973년 1월 위원장직을 맡기 전까지 의회에서 낮은 인지도를 유지했던 피터 W. 로디노가 이끌었다. 이제 그는 정치적 스포트라이트의 중심에서 기자에게 "만약 운명이 의회의 실력자 중 한 명을 찾고 있었다면, 저를 선택하지 않았을 것입니다"라고 말했다. 탄핵을 신속히 처리하려던 사람들은 사법위원회를 통한 절차의 느림과 로디노의 리더십 능력에 대해 비판적이었다. 그러나 포드 청문회 동안 로디노와 그의 위원회가 공정하고 철저한 일을 했다고 생각한 앨버트는 위원회가 그 절차를 처리하도록 내버려 두었다.

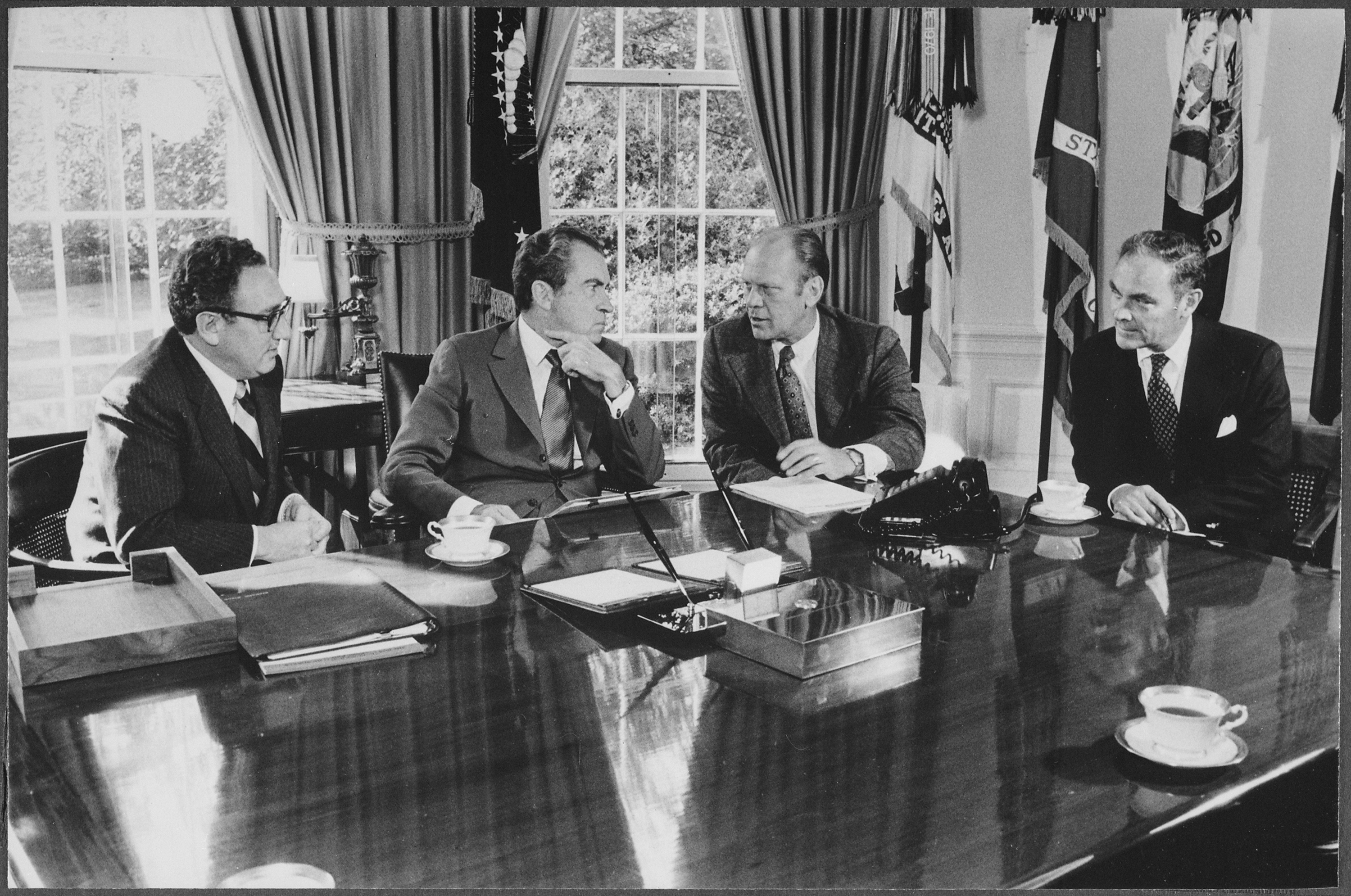
키신저 국무장관, 닉슨 대통령, 포드 부통령 지명자, 헤이그 백악관 비서실장이 1973년 10월 오벌 오피스에서 회동

1973년 11월 4일, 에드워드 브룩 상원의원은 닉슨 대통령에게 사임할 것을 공개적으로 촉구한 첫 번째 공화당 의원이 되었다. 같은 주에 애틀랜타 저널, 덴버 포스트, 디트로이트 뉴스, 뉴욕 타임스를 포함한 여러 신문은 그에게 사임을 촉구하는 사설을 게재했다. 타임 잡지는 창간 50년 만에 처음으로 사설을 통해 대통령이 효과적으로 통치할 "도덕적 권위를 돌이킬 수 없이 잃었으며", 닉슨과 미국은 "비극적인 돌아올 수 없는 지점"을 지났다고 선언했다. 11월 말, 두 달 전 대통령의 탄핵 및 해임을 공개적으로 요구한 최초의 전국 조직이 된 ACLU는 "닉슨 대통령의 탄핵을 추진하기 위해 시민들이 할 수 있는 17가지"를 자세히 설명하는 56쪽짜리 핸드북을 발간했다.
의회에서 탄핵의 추진력이 빠르게 붙자, 닉슨은 자신을 방어하기 위해 11월 17일 한 시간 동안 생방송으로 진행된 기자회견을 가졌다. 워터게이트 관련 문제 외에도, 대통령은 국가의 에너지 위기와 개인 재정을 포함한 다양한 주제를 다루었다. 탈세 의혹에 대한 질문에 그는 단호하게 말했다: "사람들은 자신들의 대통령이 사기꾼인지 아닌지 알아야 합니다. 글쎄요, 저는 사기꾼이 아닙니다."
다음 두 달 동안 탄핵 조사가 시작되면서 닉슨이 사임할 수도 있다는 추측이 워싱턴에서 돌았다. 여러 차례 시도에도 불구하고 닉슨은 워터게이트 사건을 뒤로할 수 없었고, 상황의 모멘텀은 그에게 불리하게 돌아갔다. 워터게이트 스캔들로 인한 불안과 회의감 속에서 대통령의 건강과 사기, 그리고 그의 언행 뒤에 숨겨진 동기는 많은 추측의 대상이 되었다. 그가 정신적, 육체적으로 좋지 않다는 소문이 계속되었고, 백악관은 통치 능력에 의문을 제기할 수 있는 대통령의 공개적 행동에 대한 어떤 평가에도 극도로 민감해졌다.

#### 조사 인력 구성
한편, 탄핵 절차를 과도한 열정을 가진 자유주의자들의 손에서 벗어나 "공정하고 원칙적인 조사"를 보장하기 위해, 로디노는 위원회의 순위 소수당 의원인 에드워드 허친슨의 지지를 받아 위원회가 감독할 독립적인 특별 수석 고문을 고용하기로 결정했다. 케네디와 존슨 행정부에서 시민권 변호사로 일했던 존 도어는 1973년 12월에 이 직책에 고용되었다. 공화당 등록 당원인 그는 상원 청문회가 폭로와 면책 특권 부여 하에 증언하도록 강요된 증인들로 인해 지나치게 진행되었다는 로디노의 견해에 동의했다; 그들은 더 철저하고 객관적인 절차로 일을 처리하기로 결심했다. 그는 또한 이 과정이 가능한 한 공정할 것이라는 로디노의 견해에 동의했고, 일반 위원회 업무를 처리하는 직원들과는 별도로 자신의 조사 직원을 고용할 자유를 부여받았다.

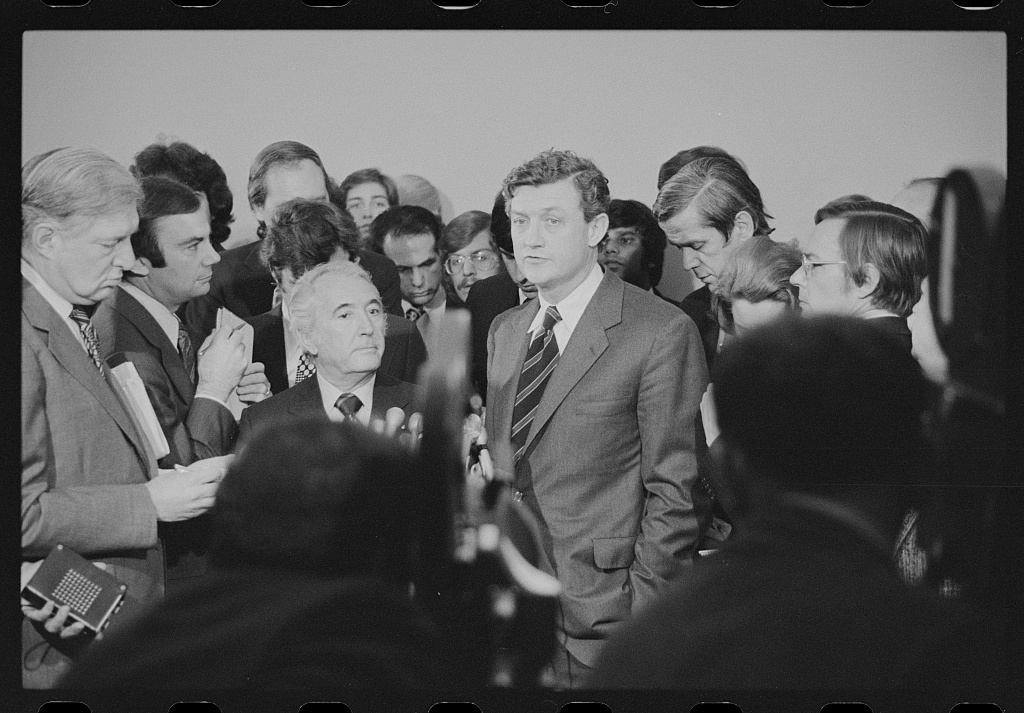
사법위원회 위원장 로디노 (가운데 왼쪽)와 특별 고문 도어가 기자들과 대화 중, 1974년 1월 24일

팀을 구성하는 동안 도어는 워터게이트 대배심 증언, 상원 워터게이트 위원회 파일, 그리고 이전에 공개된 녹음된 백악관 대화를 꼼꼼히 검토하기 시작했다. 그는 4명의 흑인과 2명의 여성을 포함하여 결국 100명에 달하는 직원들, 그 중 약 43명의 변호사를 감독했다. 거의 모든 직원은 최근(1968년 이후) 법학대학원 졸업생이었다. 그중에는 매사추세츠 주지사가 될 윌리엄 웰드도 있었다. 그는 대통령 탄핵 사유가 되는 법적 판례를 조사하고, 승인된 자금의 압류가 탄핵 가능한 위반인지 여부를 연구했다. 또 다른 직원은 아직 빌 클린턴과 결혼하지 않은 힐러리 로드햄이었는데, 그녀는 후에 미국의 영부인, 미국 상원의원, 그리고 미국 국무장관이 되었다. 그녀는 탄핵 절차, 그리고 웰드처럼 탄핵의 역사적 근거와 기준을 연구하는 데 도움을 주었다. 그녀는 또한 에반 A. 데이비스가 이끄는 태스크포스에서 워터게이트 침입 및 은폐와 관련된 사실을 수집하고 정리하는 작업을 했다: 이전 상원 워터게이트 위원회 증언을 읽고; 1974년 4월 닉슨이 공개한 다양한 문서와 녹음 테이프를 검토하고; 증인을 인터뷰했다.
앨버트 E. 제너 주니어는 이전에 케네디 대통령 암살을 조사한 워런 위원회의 보조 변호사로 일했으며, 1974년 1월 사법위원회 공화당 소수당을 위한 조사팀의 선임 변호사로 임명되었다. 또한 이전에 애그뉴 부통령의 직원 변호사이자 입법 연락관이었던 샘 개리슨은 부변호사로 임명되었다. 게다가 닉슨은 법률팀을 재편했고, 1974년 1월 보스턴 변호사 제임스 D. 세인트 클레어가 찰스 라이트를 대신하여 대통령의 수석 변호사가 되었다. 그의 법률팀은 한때 15명의 변호사를 고용했다. 세인트 클레어의 변호는 닉슨이 보기 흉한 진술을 여러 번 했지만 범죄를 저지르지는 않았다는 개념에 집중되었다. 그는 또한 절차 중에 자신의 역할에 대해 여러 차례 다음과 같이 설명했다: "저는 닉슨 씨를 개인적으로 대리하지 않습니다. 저는 그를 대통령으로서 대리합니다."
사법위원회가 공식 탄핵 조사를 시작할 준비를 하는 동안, 대통령은 다시 한 번 상황을 수습하려 했다. 1974년 1월 30일 국정연설을 마무리하면서, 닉슨은 자신에 대한 탄핵 절차가 신속히 해결되어야 정부가 다시 완전히 효과적으로 기능할 수 있도록 해달라고 요청했다. 그는 의회에 직접 "워터게이트 1년이면 충분하다"고 말했고, 사임할 "어떤 의도도 없다"고 주장했다.

## 조사팀 조사
1974년 2월 6일, 하원 사법위원회는 대통령에 대한 공식 탄핵 조사를 개시할 권한을 부여받았다. 하원은 410대 4로 결의안을 승인했다. 조사 승인에 반대표를 던진 공화당원은 벤자민 B. 블랙번, 얼 랜드그레베, 카를로스 무어헤드, 데이브 트린이었다. 이 투표는 탄핵 감정을 시험하는 것이 아니었으며, 이전 10월 위원회가 시작한 조사를 정당화했다. 이 법안에 대한 논의 중 로디노 위원장은 다음과 같이 말했다: "결과가 어떻든, 우리가 무엇을 배우고 결론 내리든, 이제 우리가 그렇게 조심스럽고, 품위 있고, 철저하며, 명예롭게 진행하여 대다수의 미국 국민과 그들의 자손들이 '이것이 옳은 길이었다. 다른 방법은 없었다'고 말하게 합시다." 하원 소수당 원내대표 존 제이콥 로즈는 로디노가 공정하고 단시간 내에 조사를 수행하겠다는 맹세가 "나에게는 좋다"고 말했다.
도어가 조사팀 변호사들에게 맡긴 첫 번째 임무는 탄핵과 관련된 헌법적, 법적 문제들을 검토하고, 연방 공무원의 탄핵 사유로 헌법 제2조 제4절에 명시된 근거 중 하나인 "중대한 범죄 및 비행"이 무엇을 구성하는지 확인하는 것이었다. 이는 1868년 앤드루 존슨의 탄핵 이후 1세기 이상 지났기 때문에 필요한 첫 단계였으며, 사법위원회 위원들은 탄핵의 역사, 기준 및 절차에 대한 지침을 원했다. 더욱이 위원회가 탄핵 조사를 시작한 것은 핼스테드 리터 미국 지방법원 판사에 대해 1936년 이후 거의 40년 만이었다. 탄핵팀 선임 부특수고문 조지프 A. 우즈 주니어는 직원의 헌법 및 법률 연구를 감독했다.
1787년 제헌 회의에서 탄핵 관련 헌법 문구가 어떻게 채택되었는지와 오랜 영국 탄핵 사례에 대한 심층 연구 결과, 직원들은 사법위원회를 위한 "대통령 탄핵을 위한 헌법적 근거"라는 제목의 64페이지 보고서를 작성했다. 보고서에서 이루어진 주요 결정 중 하나는 탄핵을 정당화하기 위해 대통령의 범죄 행위가 필요하지 않다는 것이었다. 보고서는 "제정자들은 고정된 기준을 쓰지 않았다. 대신 그들은 영국 역사에서 미래의 상황과 사건, 즉 그들이 예측할 수 없었던 본질과 성격을 충족시키기에 충분히 일반적이고 유연한 기준을 채택했다"고 명시했다. 또한 탄핵 가능한 범죄는 세 가지 범주로 나눌 수 있다고 결론 내렸다: "다른 정부 기관의 권한을 침해하여 직책의 권한을 초과하는 행위," "직책의 적절한 기능 및 목적에 심각하게 부적합한 방식으로 행동하는 행위," 그리고 "부적절한 목적이나 개인적 이득을 위해 직책의 권한을 사용하는 행위."
이 문서는 사법위원회의 탄핵 조사의 초점이 되었다. 백악관은 보고서의 핵심 결론을 재빨리 거부하며, 대통령을 탄핵할 수 있는 근거는 "매우 심각한 성격"의 형사 범죄에만 해당한다고 주장했다. 위원회의 탄핵 반대 공화당원들이 백악관의 견해와 더 일치하는 별도의 보고서를 준비하도록 명령했을 때, 그 입장에 동의하지 않은 앨버트 제너는 요청 완료를 지연시켰다. 이 임무는 샘 개리슨이 수행했다. 이 사건 이후 두 사람 사이에는 지속적인 긴장이 있었고, 이는 위원회 위원들과의 각자의 관계에 영향을 미쳤다.
사실 조사는 선임 부특수고문 리처드 케이츠와 버나드 너스바움이 감독했다. 그들의 지시에 따라 조사팀 직원들은 팀으로 일하며 닉슨에게 제기된 다양한 혐의와 관련된 사실 정보와 증거를 수집하고 정리하는 데 힘썼다. 주요 조사는 다음 사항에 대해 진행되었다: 워터게이트 침입 은폐에 대한 그의 공모; 비밀 백악관 특별 조사팀의 창설과 그 부대의 후속 불법 활동; 그리고 취임 이후 그의 개인 재정, 즉 그가 세금 사기를 저질렀는지 여부를 판단하기 위한 조사였다. 조사관들이 고려한 다른 수십 가지 사항 중에는 국제 전화 및 전신 회사와 미국 낙농업자 협회가 닉슨의 1968년 대통령 선거 운동에 기부함으로써 정치적 이득을 보았다는 주장과, 닉슨 행정부가 대통령 재선 위원회에 20만 달러를 기부했던 로버트 베스코에 대한 증권거래위원회의 조사를 방해했다는 혐의가 포함되었다. 이 사건은 50만 장이 넘는 5x7인치 메모 카드에 정리되었고, 서로 교차 참조되었다. 이 파일 시스템을 숙달하는 것은 조사에 참여하는 모든 사람에게 필수적인 요구 사항이 되었다.
탄핵 조사팀 지도자들 사이에서는 자신들의 연구, 논의, 예비 결론이 언론에 유출될지도 모른다는 끊임없는 걱정이 있었다. 유출을 최소화하기 위해 도어는 다음 지침을 포함한 엄격한 행동 규칙을 만들었다: "탄핵 조사팀은 작업의 내용이나 절차, 또는 위원회의 작업 내용이나 절차를 직원 외의 누구와도 논의해서는 안 된다." 보안 요원들은 변호사, 조사관, 서기, 속기사들이 블라인드가 닫힌 방에서 일하는 하원 부속건물-1의 복도를 순찰했다. 도어는 특히 조사팀 변호사들이 고립된 분야에서 일하도록 하여, 소수의 선임 변호사들만이 전체 그림을 알 수 있도록 했다. 1974년 3월 9일, 빌 코바치는 뉴욕 타임스에 직원들이 "분류된 국방 프로젝트를 연상시키는 보안 조건 하에" 일했다고 썼다. 그러나 이러한 노력이 유출 방지에 얼마나 성공적이었는지에 대해서는 의견이 갈린다. 나중에 2005년, 도어는 로디노에 대해 이렇게 말했다:
그는 직원들에게 기강을 잡을 수 있었다. 그는 언론에 아무것도 유출되지 않도록 주장했다. 언론에는 아무것도 유출되지 않았다. 그는 초당적이어야 한다고 주장했고, 당파적이지 않아야 한다고 주장했다. 직원들 사이에 당파성은 없었다. 사실, 그것은 놀랍도록 비당파적이었다. 그리고 그것은 좋은 리더십의 결과이다. 로디노 의원은 조용한 사람이었지만, 리더십과 관리 능력이 있었고, 제 생각에는 매우 잘 해냈다.

1974년 3월 1일, 1972년 7월부터 워터게이트 침입 사건을 조사하기 위해 소집된 연방지방법원 대배심은 H. R. 홀더먼, 존 얼리치먼, 존 N. 미첼을 포함한 닉슨의 고문 및 보좌관 7명에 대해 기소장을 제출했다. 워터게이트 특별검사 레온 야월스키는 대배심에게 헌법이 현직 대통령의 기소를 금지하므로 하원 사법위원회가 워터게이트 공모에서 대통령의 역할과 관련된 증거를 심사하는 데 헌법적으로 적절한 기관이라고 조언했으며, 배심원들은 그에 대한 형사 사건을 뒷받침하는 자료를 위원회에 넘겨줄 것을 권고했다. 대배심은 나중에 밝혀졌듯이, 다른 기소장들에 대한 봉인된 추가 서류에서 닉슨을 기소되지 않은 공모자로 지명했다.
이 문서는 증언, 테이프 및 기타 증거 항목을 열거했지만 법적 분석은 생략하고 닉슨의 행동에 탄핵 가능한 행위가 있었는지 여부에 대한 결론을 제시하지 않은 55페이지 분량의 색인으로 구성되었다. 대배심의 조치(야월스키가 의회에 직접 증거를 넘기는 것을 막는 법적 제한을 우회할 수 있게 한 전례 없는 조치)는 연방 법원에서 이의가 제기되었지만, 봉인된 채로 진행이 허용되었다. "로드맵"으로 총칭되는 이 증거는 사법위원회에 "그 시점까지 우리가 수집한 모든 증거의 총합"을 제공했다고 야월스키는 나중에 말했다.
취임 후 닉슨이 국세청에 내야 할 세금을 크게 적게 냈다는 의혹에 시달리자, 대통령은 1973년 12월에 1969년부터 1972년까지의 소득 신고서를 공개하기로 동의했다. 그는 또한 의회 조세 공동 위원회에 자신의 개인 재정을 조사해 달라고 요청했다. 1974년 4월 3일 발표된 위원회 보고서에 따르면 닉슨의 신고서에 여러 문제가 있었으며, 4년 동안 미납 세금에 대한 이자를 포함하여 476,431달러를 빚지고 있다고 밝혔다. 도어는 세금 신고서 작성과 특정 대규모 공제 주장과 관련하여 사기가 있었는지 여부를 조사하는 것은 탄핵 조사의 범위 내에 분명히 들어간다고 재빨리 진술했다.
로디노와 도어는 처음부터 닉슨에 대한 사건을 구축하는 자신들의 능력이 대통령이 자료 요청에 응하는지에 달려 있음을 이해했다. 대배심으로부터 받은 문서에는 실행 가능한 정보가 포함되어 있었지만, 두 사람 모두 더 많은 정보가 필요하다고 결론 내렸다. 그들의 사건은 여전히 정황 증거에 불과했으며, 대부분 행정부 측의 광범위한 권한 남용 관행으로 구성되어 있었고, 대통령이 워터게이트 공모에 대한 지식이 있었거나 참여했음을 직접적으로 증명하는 증거가 부족했다; 이를 위해 그들은 테이프가 필요했고, 테이프를 받으려면 닉슨의 협조가 필요했다.

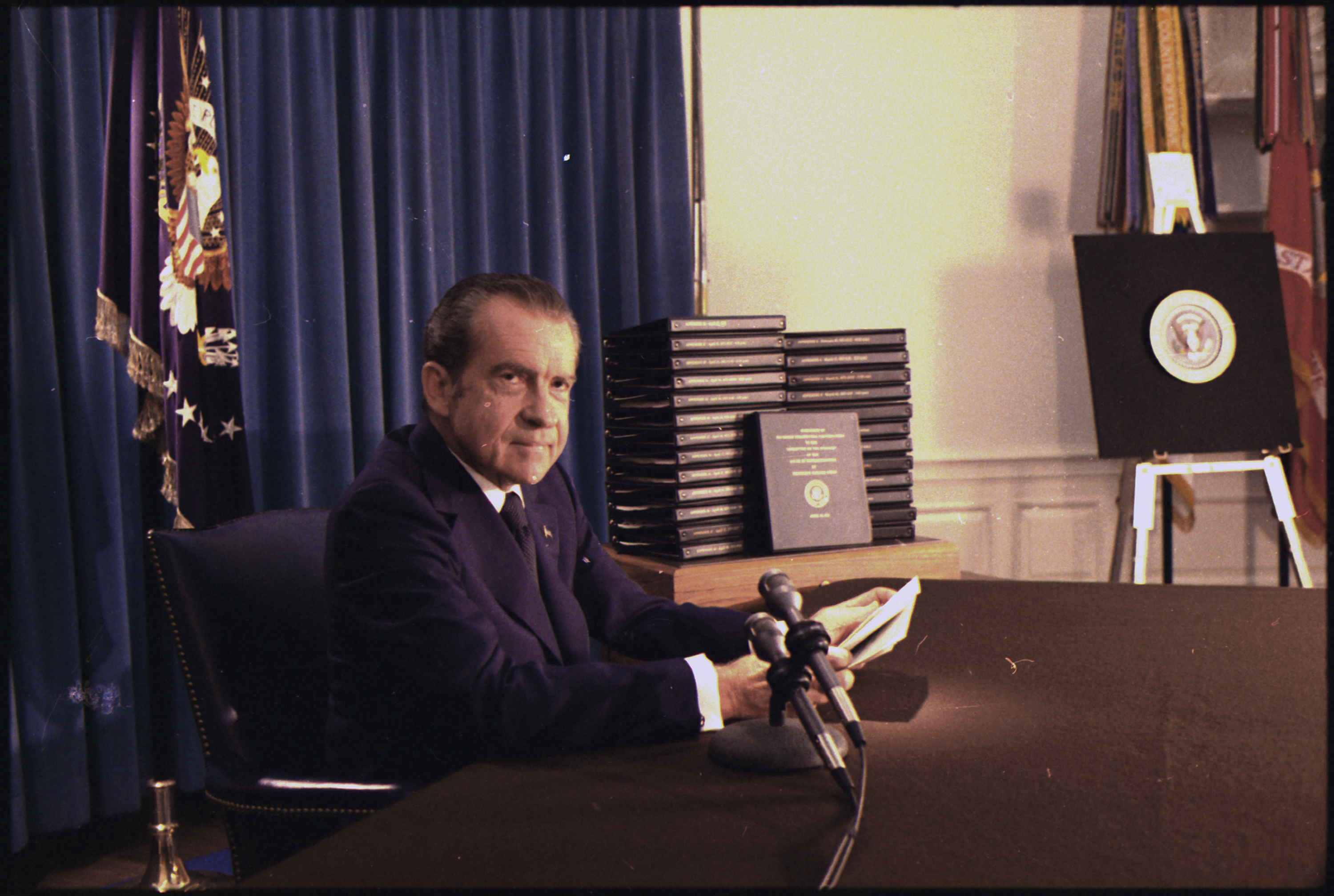
1974년 4월 29일, 소환된 백악관 테이프의 편집된 녹취록을 공개하겠다는 의사를 발표하기 직전의 닉슨 대통령

1974년 4월 11일, 사법위원회는 33대 3으로 워터게이트 관련 대화가 담긴 백악관 테이프 42개를 소환했다. 일주일 후, 야월스키는 시리카 판사로부터 닉슨에게 자신의 사건과 관련된 추가 녹음 64개를 공개하라는 소환장을 받았다. 닉슨은 처음에는 두 요청을 모두 완전히 거부하고 싶어했지만, 제임스 세인트 클레어는 딘 버치 대통령 고문 등과 함께 그러한 입장이 정치적으로 지속 불가능하다고 조언했다. 결과적으로 닉슨은 사법위원회가 요청한 테이프의 녹취록 중 특정 부분이 편집되거나 삭제된 것을 공개하는 데 동의했지만, 야월스키의 테이프 및 기타 문서 요청은 거부될 것이라고 말했다. 대통령은 야월스키를 몇 달 동안 붙잡을 수 있지만, 위원회는 그럴 수 없다고 추론했다. 닉슨은 4월 29일 전국 TV 시청자들에게 이 결정을 발표했다. 녹취록을 검토한 닉슨은 내부 인사들 간의 여러 욕설이 섞인 대화에 충격을 받고 모든 욕설을 "음성 삭제됨"으로 대체하도록 명령했다.
다음 날인 4월 30일, 대통령과 그의 보좌관들이 워터게이트 조사와 "무관하다"고 판단하여 일부를 편집하거나 삭제한 약 1,250 페이지의 녹취록이 공개되었다. 공개된 녹취록에 대해 닉슨은 이렇게 말했다: "그것들은 소환된 모든 대화의 관련 부분, 즉 제가 워터게이트나 은폐에 대해 무엇을 알았고 무엇을 했는지에 대한 질문과 관련된 모든 부분을 포함합니다." 그는 또한 일부 모호한 부분에도 불구하고 녹취록 전체가 "모든 것을 말해줄" 것이며 자신의 행동에 대한 서술을 입증할 것이라고 주장했다. 일주일 후, 세인트 클레어는 닉슨이 사법위원회나 특별검사에게 더 이상 테이프를 제공하지 않을 것이라고 발표했다.
공개된 녹취록은 빠르게 뉴스를 지배했으며 대중문화계에도 영향을 미쳤다. 일부 신문은 녹취록을 전문 게재했고, 두 곳은 이를 담은 페이퍼백 서적을 빠르게 출간하여 백만 부 이상 판매되었다. 또한 "음성 삭제됨"이라는 문구는 널리 사용되는 유행어가 되었다. 더 나아가, 이 공개는 대통령에 대한 지지에서 전환점이 되었는데, 드러난 것들의 무례함과 반복되는 "음성 삭제됨"이라는 문구로 가려진 것들이 공화당원들 사이에서 지지를 침식하기 시작했다.
공석이 된 의원직을 채우기 위해 1974년 여섯 차례 하원 보궐선거가 치러졌다. 2월부터 6월 사이에 치러진 이 선거들은 스캔들에 시달리던 닉슨 행정부에 대한 대중의 감정을 처음으로 광범위하게 시험하는 계기가 되었다. 민주당은 이 선거 중 다섯 곳에서 승리했으며, 각 선거구는 이전에 공화당원이 대표하던 곳이었다. 민주당이 얻은 한 곳은 미시간주 제5선거구로, 제럴드 포드가 부통령이 되기 전까지 오랫동안 차지했던 곳이었다. 또 다른 곳은 미시간주 제8선거구로, 40년 이상 민주당 의원을 선출한 적이 없는 곳이었다. 대통령과 공화당 전체에 대한 메시지는 불길했으며, 미국 정치 연감에 따르면 이러한 민주당 승리 행진은 "공화당원들에게 닉슨이 사임해야 한다고 확신시키는 데 도움을 주었다."

## 사법위원회 심리
틀:Members of the House Judiciary Committee, 93rd U.S. Congress
1974년 5월 9일, 하원 사법위원회는 닉슨 대통령 탄핵에 대한 공식 심리를 시작했다. 이날 진행된 처음 20분간의 절차는 미국의 주요 텔레비전 네트워크에서 방송되었고, 이후 위원회는 10주 동안 비공개 회의를 열어 워터게이트 대배심의 기밀 보고서를 포함한 증거를 수취하고 대중의 눈을 피해 증인들의 증언을 들었다. 며칠 후 칼럼니스트 제임스 J. 킬패트릭과의 인터뷰에서 닉슨 대통령은 사임하지 않을 것이라고 단호하게 밝혔다. 그렇게 하는 것은 "내가 헌법상 탄핵 가능한 어떤 위법 행위도 저지르지 않았다는 것을 알면서도" 미래의 대통령들에게 나쁜 선례를 남길 것이라고 그는 말했다.

### 증거 접수

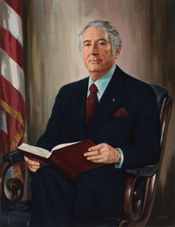
하원 사법위원회 위원장 피터 로디노

심리 첫 단계인 5월 9일부터 6월 21일까지 위원회의 탄핵 조사팀은 대통령에 대한 다양한 혐의에 대한 누적된 증거를 보고했다. 먼저 닉슨 대통령이 워터게이트 침입 조사 과정에서 어떻게 사법 방해를 저지르고 대통령 권한을 남용했는지에 대한 자세한 증거가 제시되었다. 그 후 직원들은 위원회의 주의를 국제 전화 및 전신 회사와 미국 낙농업자들이 닉슨의 대통령 선거 운동에 기부한 돈이 선거 자금법을 위반했는지 여부에 대한 증거로 돌렸다. 그 후 위원회는 닉슨의 여러 다른 불법 행위 혐의에 대한 증거를 들었다. 여기에는 국내 프로그램에 할당된 연방 자금의 위헌적 압류(1973년 회계 연도에 약 180억 달러), 헌법의 국내 보수 조항 (제2조 제7절) 위반 및 탈세가 포함되었다.
대통령에게 제기된 다양한 혐의 중 어느 것이 탄핵 가능한 범죄에 해당하는지 고려할 때, 위원회는 우선 헌법 제2조 제4절에 초점을 맞추었다. 이 조항은 대통령이 탄핵될 수 있는 근거를 "반역, 뇌물 수수, 그리고 다른 중대한 범죄와 비행"으로 명시하고 있다. 청문회 과정에서 탄핵 가능한 범죄의 성격에 대한 열띤 논쟁이 있었다. 오직 형사 기소 가능한 범죄만이 "중대한 범죄와 비행"에 해당하는지, 아니면 그 정의가 더 넓은지에 대한 것이었다. 위원회 내 공화당원들은 대통령이 "심각한 중범죄를 저지른 경우에만 탄핵될 수 있다"고 주장한 반면, 민주당원들은 대통령이 "본질적으로 범죄가 아닌 공공 신뢰를 심각하게 위반한 경우"에도 탄핵될 수 있다고 주장했다.
위원회가 수집된 증거를 검토하기 시작하면서, 닉슨이 편집한 녹취록이 이전 4월의 소환 조건에 따르지 않는다고 결론 내렸다. 그 후 5월 15일에 워터게이트 사건과 관련이 있다고 여겨지는 11개 대화의 녹음 테이프와 1972년과 1973년 8개월간의 닉슨 백악관 회의 일지에 대한 두 건의 소환장이 발행되었다. 닉슨은 "추가적인 대통령 대화 요구의 계속적인 연속"에 격분하여 응하기를 거부했고, 로디노 위원장에게 보낸 서신에서 "워터게이트 사건에서 자신의 역할과 관련된 모든 자료를 이미 제출했다"고 명시했다. 닉슨은 또한 향후 소환장도 거부할 것이라고 선언했다. 이 거부는 나중에 위원회의 세 번째 탄핵 조항의 근거가 되었다.
5월 30일, 위원회는 엄중한 서한으로 답신했는데, 대통령이 어떤 증거를 제시해야 할지 결정할 권한이 없음을 다시 통보했다. 28대 10으로 가결된 이 서한은 또한 대통령의 지속적인 불응이 위원회 위원들이 자료의 내용(즉, 유죄를 입증하는 증거를 포함하는지 여부)에 대해 "부정적인 추론"을 내리게 할 수 있으며, 불응 자체가 탄핵의 근거가 될 수 있다고 경고했다. 8명의 공화당원이 위원회 민주당원들과 함께 서한 승인에 동참했다. 위원회는 그 후 워터게이트 관련 자료에 대한 세 번째 소환장을 승인하여, 백악관에 45개 대화의 테이프와 침입 및 은폐와 관련된 특정 백악관 파일의 자료를 요청했다; 공화당 에드워드 허친슨만이 소환장 발행에 반대했다. 청문회 첫 단계가 끝날 무렵인 6월 24일, 위원회는 다양한 관심 사안과 관련된 추가 백악관 테이프 및 자료에 대해 네 건의 추가 소환장을 발행했다.
다음으로, 6월 27일, 대통령 변호인 제임스 세인트 클레어는 하원 사법위원회 앞에서 닉슨 대통령의 탄핵 변론을 시작했다. 닉슨을 변호하면서 세인트 클레어는 대통령이 단순한 "행정 잘못"이 아니라 "정부에 대한 중대한 범죄"의 확실한 증거가 있을 때만 탄핵될 수 있다고 주장했다. 이 심리 단계에서 공화당 위원과 세인트 클레어는 자신들이 듣고 싶은 증인을 지명하고 발행하고 싶은 소환장을 고안할 수 있었지만, 그러한 요청은 전체 위원회의 승인을 받아야 했다. 이는 다수당이 원하면 해당 요청을 막을 수 있는 능력이 있다는 것을 의미했다. 길고 격렬한 논쟁 끝에 위원회는 다음 다섯 명의 증인에 대해 비공개 회의에서 증언을 듣기로 합의했다: 존 딘 (전 백악관 법률 고문), 프레데릭 라루 (전 백악관 및 닉슨 재선 캠페인 보좌관), 허버트 W. 칼름바흐 (닉슨의 전 개인 변호사), 알렉산더 버터필드 (전 닉슨 부보좌관), 그리고 헨리 E. 피터슨 미 법무부 차관보.
청문회 내내 닉슨 대통령은 보수적인 민주당원 일부를 포함하여 상원 고위 인사들을 백악관 행사나 대통령 요트 USS 세쿼이아에서의 저녁 크루즈에 초대하는 등 유혹하여 하원의 지지를 유지하려고 노력했다. 동시에 백악관 관계자들의 발언은 점점 더 신랄해졌고, 전반적인 탄핵 조사는 "당파적 마녀사냥"으로, 위원회의 절차는 "캥거루 재판"으로 조롱당했다.
게다가 워터게이트 사건으로 인해 국내적으로 점점 더 마비되는 자신을 발견한 닉슨은 1974년 6월 중동, 브뤼셀시에서 열린 NATO 정상회담, 그리고 소련으로의 해외 순방을 통해 자신의 외교적 수완을 의도적으로 과시했다. 이집트에서는 안와르 사다트 대통령을 만났고, 그 해 초 헨리 키신저 국무장관의 셔틀 외교 덕분에 수백만 명의 환호를 받았다. 그리고 소련에서는 레오니트 브레즈네프와 함께 제한적 핵실험 금지 조약을 체결했다. 백악관은 이러한 방문과 대통령 자신을 세계 평화와 번영에 필수적인 존재로 묘사하기 위해 노력했다. 당시 대중에게는 알려지지 않았지만, 닉슨은 잠재적으로 치명적인 정맥염을 앓고 있었다. 백악관 의사들은 닉슨에게 여행을 포기하도록 설득하려고 했지만, 그는 고집했다. 대통령의 경호원들 사이에서는 그가 더 이상의 워터게이트 문제와 가능한 탄핵을 겪는 것보다 극적인 종말을 선호한다고 믿으며 일부러 죽음을 자초하고 있다는 추측이 돌았다고 한다.

### 증거 공개

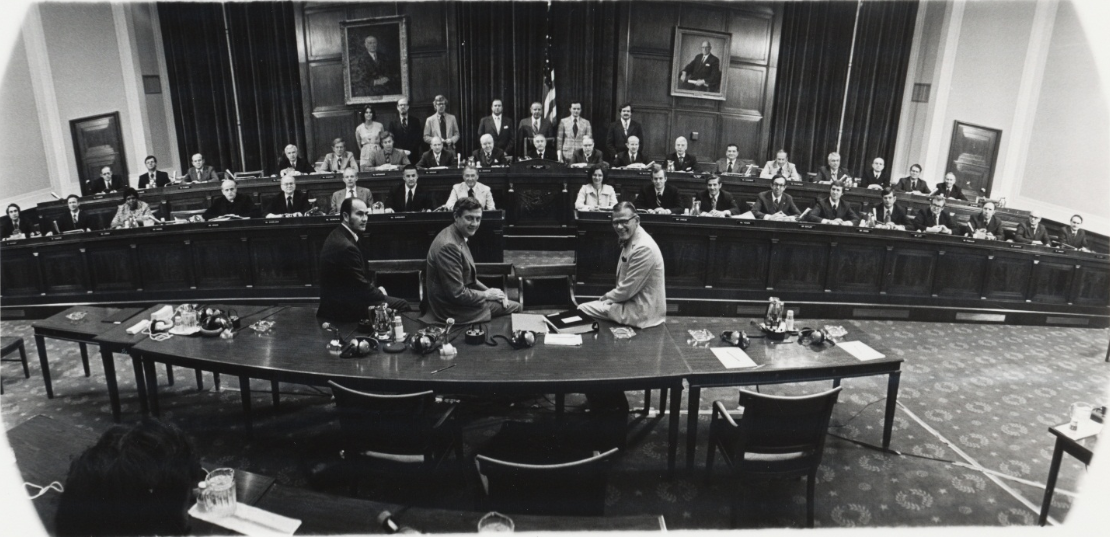
1974년 하원 사법위원회 위원 및 직원

7월 9일, 사법위원회는 닉슨이 이전에 자신의 녹취록을 발행했던 백악관 테이프 8개에 대한 자체 버전을 공개했다. 위원회 녹취록은 우수한 재생 장비 덕분에 닉슨 직원들이 삭제하거나 다르게 들었던 잠재적으로 손상될 수 있는 진술 중 일부를 복원할 수 있었다. 3일 후에는 위원회가 수집한 증거를 공개했는데, 총 4,133페이지에 달했다. 이 중 3,891페이지는 탄핵 조사팀이 수집한 것이었고, 242페이지는 제임스 세인트 클레어의 반박문이었지만, 위원회의 논평이나 결론은 포함되어 있지 않았다. 그 후 세인트 클레어는 위원회가 탄핵에 찬성표를 던질 가능성이 높다는 것을 처음으로 공개적으로 인정했지만, 론 지글러 백악관 대변인은 대통령이 하원 전체가 탄핵하지 않을 것이라고 여전히 확신한다고 말했다.
1974년 7월 18일 미국 연방 대법원 앞에서 유나이티드 스테이츠 대 닉슨 사건을 변론한 지 10일 후, 세인트 클레어는 사법위원회에 대통령 탄핵 반대 최종 변론을 제출했다. 그는 위원회에 탄핵 찬성 투표는 "명확하고 설득력 있는" 증거에 의해서만 정당화될 수 있으며, "그보다 못한 것은 제 견해로는 국민들 사이에서 보복, 비통함, 분열을 초래할 것"이라고 말했다. 그런 다음 그는 닉슨의 워터게이트 은폐 연루와 관련된 혐의를 반박하려 했고, 조사팀이 위원회에 제출한 다른 다양한 문제에 대한 대통령의 입장도 설명했다. 결론적으로 세인트 클레어는 "대통령의 탄핵을 정당화할 만큼 충분한 불법 행위를 입증하는 결정적인 증거가 전혀 없음을 고려할 때, 위원회는 탄핵 권고가 정당화되지 않는다고 결론 내려야 한다"고 말했다.
자신은 탄핵에 대해 중립적인 입장을 유지해왔던 도어는 자신의 행동으로 헌법을 전복하려 한 대통령의 모습을 위원회에 그렸다. 법치주의와 대통령의 의무, 그리고 증거에 대해 이야기하면서 그는 사법 방해, 정치적 목적의 권력 남용, 사법위원회 소환 불응, 탈세 혐의로 탄핵 조항을 주장했다. 그는 "합리적인 사람들이 합리적으로 행동한다면 대통령이 직책의 권한을 남용한 유죄를 발견할 것"이라고 말했다. 그 후 탄핵 조사 위원회의 수석 소수당 변호사인 앨버트 제너는 도어가 한 말에 "한마디도 동의했다"고 말했다. 격분한 공화당 위원들은 7월 22일 제너를 해임하고 보조 소수당 변호사 샘 개리슨을 지명했다.
7월 중순에 발표된 해리스 여론조사에 따르면 미국인의 53%가 하원의 닉슨 탄핵을 지지했다. 같은 여론조사에서는 47%가 상원 재판에서 유죄 판결을 받고 파면되어야 한다고 생각했으며, 34%는 무죄 판결을 받아야 한다고 생각했다(19%는 미정). 7월 25일에 발표된 갤럽 여론조사에서는 닉슨의 전반적인 직무 수행 지지율이 24%로 최저치를 기록했으며, 이는 워터게이트 청문회 이전인 1973년 1월 말(파리 평화 협정 발표 직후) 최고치인 67%에 비해 상당히 낮아진 수치였다.

### 유나이티드 스테이츠 대 닉슨 사건 판결
1974년 7월 24일, 오랫동안 기다려온 획기적인 판결에서 미국 연방 대법원은 닉슨 대통령에게 워터게이트 조사와 관련된 모든 백악관 테이프를 선별된 녹취록이 아닌 전체를 공개하라고 명령했다. 유나이티드 스테이츠 대 닉슨 사건에 대한 만장일치 판결은 미국 대통령이 정보를 보류할 절대적이고 무조건적인 행정 특권을 가지고 있지 않다고 판결했다. 법정의 워런 버거 대법원장은 다음과 같이 썼다:
우리는 형사 재판에서 사용을 위해 요청된 소환된 자료에 대한 특권을 주장하는 근거가 기밀 유지에 대한 일반적인 이익에만 기반을 둘 때, 형사 사법의 공정한 집행에서 법의 적법 절차라는 근본적인 요구보다 우선할 수 없다고 결론 내린다. 특권에 대한 일반적인 주장은 계류 중인 형사 재판에서 증거에 대한 입증된 특정 필요에 굴복해야 한다.

결정이 공개된 직후 닉슨은 성명을 발표하며 "결과에 실망했지만 법원의 결정을 존중하고 받아들인다. 세인트 클레어 씨에게 그 결정에 모든 면에서 따르기 위해 필요한 조치를 취하라고 지시했다"고 밝혔다. 당시 대통령은 캘리포니아 서부 백악관에 있었으며, 7월 28일까지 그곳에 머물렀다.

### 누적된 증거 논의

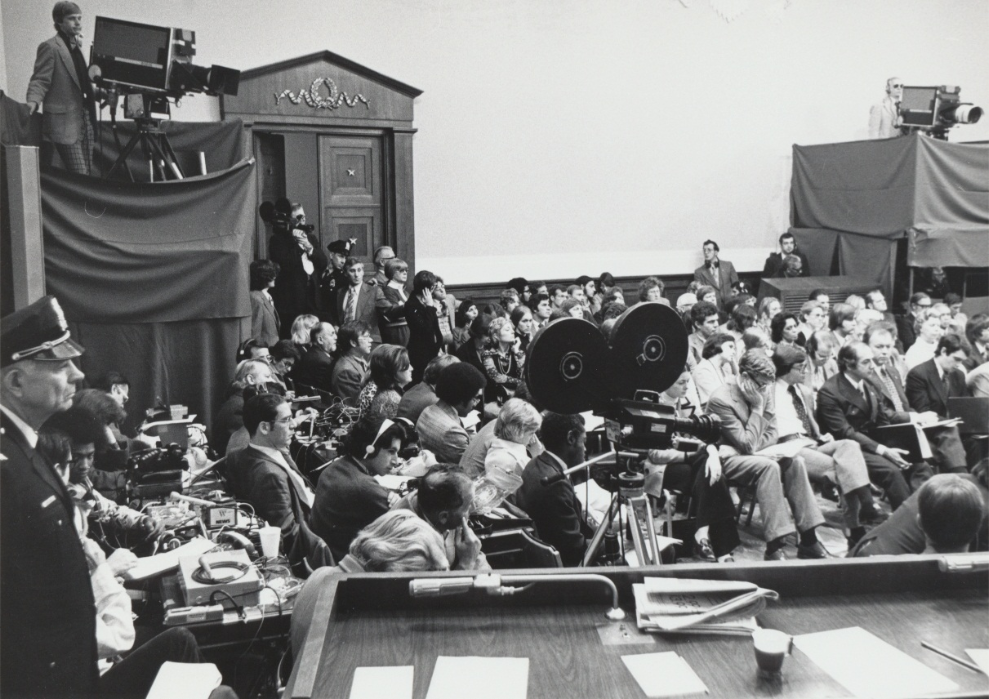
사법위원회의 탄핵 청문회는 언론의 큰 관심을 받았다. 일부는 텔레비전으로 생중계되었다.

닉슨 대통령 탄핵 결의안을 검토할 준비가 된 사법위원회는 7월 24일 공개 심리를 재개했다. 제안된 결의안을 논의하고 수정하며 다시 작성하는 과정(표기)은 7월 30일까지 계속되었다. 위원회의 합의에 따라 이틀간의 일반 토론이 진행되었고(7월 24-25일), 그 후 제안된 결의안의 각 탄핵 조항이 개별적으로 고려되었다. 마지막 4일간의 조항 토론은 닐슨 레이팅스에 따르면 약 3500만~4000만 명의 TV 시청자를 기록했으며, 미국 가구당 평균 1.9일 동안 총 3시간 49분 동안 시청했다.
로디노 위원장은 개회사를 통해 "우리는 심의했다. 우리는 인내했다. 우리는 공정했다. 이제 미국 국민, 하원, 헌법, 그리고 우리 공화국의 모든 역사는 우리가 결정을 내릴 것을 요구한다"고 말하며 절차의 분위기를 조성했다. 이어서 위원회의 2인자 민주당원인 해롤드 도노휴가 두 개의 초안 조항을 포함한 탄핵 결의안을 제시하며 틀을 마련했다. 첫 번째 조항은 닉슨이 워터게이트 은폐에 가담하여 사법 방해를 했다는 혐의를 제기했다. 두 번째 조항은 여러 대통령 권한 남용 혐의를 나열했다.
다음으로, 위원회 위원들이 차례로 발언했다. 닉슨의 탄핵과 유죄 판결을 열정적으로 추진해온 민주당원 잭 브룩스는 공화당원들도 민주당원 못지않게 "헌법적으로 법률을 충실히 집행할 의무를 가진 대통령이 법률을 무시하는 것을 용납할 수 없을 것"이라고 희망을 표명했다. 그는 또한 위원회에 대통령 탄핵 추구에서 흔들리지 말 것을 촉구했다. "이것은 즐거운 의무가 아니지만, 우리의 헌법적 의무입니다"라고 그는 말했다. "그 수행은 오랜 개인적, 정치적 관계를 무시해야 할 수도 있습니다. 그러나 우리뿐만 아니라 대통령도 우리의 헌법적 책임을 얼마나 충실히 이행하는지에 대해 시험대에 올라 있습니다."
7월 초, 브룩스는 강력한 어조의 탄핵 조항들을 작성하여 위원회 모든 위원들에게 배포했다. 비록 강렬하고 당파적이었지만, 이는 다른 민주당원들이 자신들만의 조항을 구성하는 동기를 부여했다. 또한 브룩스의 조항들은 7월 24일 위원회에 제출된 조항들에 큰 영향을 미쳤다. 대통령의 몰락에 그가 기여한 바 때문에, 닉슨은 나중에 브룩스를 자신의 "처형자"라고 불렀다.
알라바마 출신의 남부 민주당원 월터 플라워스는 1972년에 닉슨을 지지했던 주에서 왔으며, 탄핵에 반대하는 경향이 있었지만, 긴 고심 끝에 7월 25일 탄핵에 찬성표를 던질 것이라고 밝혔다. 이 국회의원은 "만약 우리가 탄핵하지 않는다면, 우리는 우리의 최고 직위에 도저히 용납할 수 없는 행동 기준을 새겨 넣게 될 것입니다"라고 말했다. 찰스 랭글은 그날의 진행 상황에 대해 엄숙하지만 긍정적인 평가를 내렸다. 그는 이 과정을 헌법의 건전성을 확인하는 것으로 보며 선언했다: "어떤 사람들은 오늘이 미국 역사상 슬픈 날이라고 말합니다. 저는 아마도 가장 밝은 날 중 하나가 될 수 있다고 생각합니다. 이것은 진정으로 우리 헌법의 강인함을 시험하는 계기가 될 수 있습니다. 왜냐하면 저는 이것이 대부분의 미국인에게 의미하는 바는, 이 대통령이든 다른 어떤 대통령이든 신성한 취임 선서를 위반했을 때, 국민들이 무기력하게 방치되지 않는다는 것이기 때문입니다."

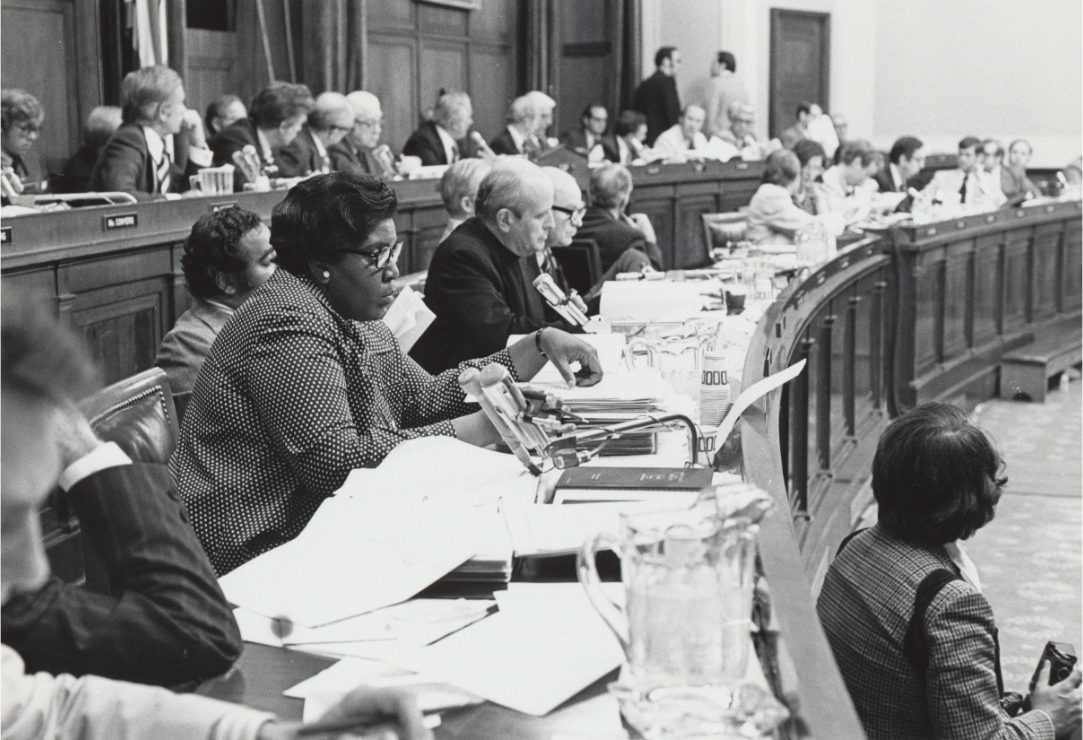
바버라 조던 하원의원 (왼쪽)은 사법위원회 탄핵 청문회에서의 웅변으로 전국적인 명성을 얻었다.

1974년 7월 25일, 민주당원 바버라 조던은 미국 헌법과 그 견제와 균형을 찬양하는 강력한 연설을 했다. 그녀는 우렁찬 목소리로 다음과 같이 선언했다: "저는 여기 앉아서 헌법의 축소, 전복, 파괴의 한가한 관객이 되지 않을 것입니다." 닉슨 대통령의 권한 남용에 대한 그녀의 비난은 전국을 뒤흔들었으며 그녀의 수사, 진정성, 통찰력으로 인해 전국적인 인정과 찬사를 받았다.
7월 23일, 공화당 위원 중 첫 번째 균열이 발생했는데, 로렌스 호건이 닉슨이 의회와 미국 국민에게 "반복적으로 거짓말을 했다"고 비난하며 탄핵에 찬성표를 던질 것이라고 발표한 것이었다. 그는 청문회 내내 위원회 앞에서 대통령을 자주 변호했었다. "그러나 녹취록을 읽은 후," 그는 탄핵 지지를 결정한 과정을 설명하며 말했다. "그것은 충격적이었다: 수많은 거짓말, 기만, 그리고 부도덕한 태도. 그 시점에서 나는 대통령에게 반대하는 쪽으로 기울기 시작했고, 내 확신은 꾸준히 커졌다." 거의 20년 후에 회상하며 닉슨은 호건의 이탈을 "매우 심각한 타격"이라고 묘사했다.
이틀 후, 공화당원 해밀턴 피시는 특정 탄핵 조항을 지지할 의사를 밝혔다. 피시는 "최소한 대통령은 법을 위반하지 않고, 다른 사람들에게 법을 위반하도록 명령하지 않으며, 자신이 인지한 법 위반과 관련된 증거를 은폐하는 데 참여하지 않을 의무가 있다"고 설명했다. 윌리엄 코언 또한 탄핵에 찬성표를 던지겠다는 결정을 발표하며 말했다: "저는 제가 투표하고 이 나라를 이끌 최고의 인물이라고 믿었던 대통령의 행동을 평가하는 끔찍한 책임을 지게 되었습니다. 그러나 행동이나 묵인으로 인해 법치주의와 헌법이 무관심, 오만, 남용의 부츠 아래로 미끄러지도록 허용한 대통령입니다." 비슷하게, M. 칼드웰 버틀러 또한 탄핵에 찬성표를 던지겠다는 결정을 발표하며 말했다: "수년간 우리 공화당원들은 부패와 비행에 맞서 싸워왔습니다. ... 하지만 워터게이트는 우리의 수치입니다."
공개 청문회가 재개되자, 중도 공화당원인 피시, 버틀러, 코언, 그리고 톰 레일스백과 남부 민주당원인 월터 플라워스, 제임스 맨, 레이 손튼으로 구성된 연합은 직권남용죄와 사법 방해에 대한 탄핵 조항을 작성하기 시작했다. 그들의 작업은 위원회의 최종 조항들의 문구가 확고한 초당적 지지를 얻도록 보장했다.
그러나 위원회 내 다른 공화당원들은 증거를 검토했지만, 그것이 탄핵 기준을 충족시키지 못한다고 결론 내렸다. 예를 들어 와일리 메인은 닉슨에 대한 사건이 정황 증거일 뿐, "다른 추론 위에 쌓인 일련의 추론들"에 불과하다고 주장했다. 그럼에도 불구하고, 그는 7월 25일 연설에서 행정부의 도덕적 태도를 비판하며, "최고 행정관의 ... 개인적 행동뿐만 아니라 공식적 행동에서도 나타난 한심한 사례"를 분명히 개탄한다고 말했다.
닉슨의 공화당 변호인들은 탄핵 심리 시작부터 증거를 가능한 한 좁게 해석하고, 확고한 증거를 요구하며, 대통령에게 해가 되는 정보에 대해 무해한 해석을 제시했다. 텔레비전 토론 중에도 이러한 전략을 계속하면서 찰스 W. 샌드맨 주니어는 7월 24일 탄핵을 옹호하는 사람들이 대통령이 탄핵 가능한 범죄를 저질렀다는 결정적인 증거를 제시하지 못했다고 주장했다. 그의 개회 연설에서 그는 "누군가 7개월 만에 처음으로 직접적인 증거를 준다면, 나는 탄핵에 찬성표를 던질 것입니다"라고 말했다. 다음 날, 아마도 하원 절차에서 닉슨 대통령의 가장 강력한 옹호자였던 찰스 E. 위긴스는 닉슨을 어떤 범죄 행위와도 직접적으로 연결하는 구체적인 증거가 없다는 메시지를 설득력 있게 강화하려 했다. 그는 "단순한 이론은 물론 부적절합니다"라고 선언했다. 그러면서 "그것은 증거가 아닙니다. 아무리 설득력 있는 가설이라도 증거가 아닙니다. 어떤 일이 일어났을지도 모른다는 단순한 가능성은 증거가 아닙니다"라고 덧붙였다.
대조적으로, 위원회 민주당원들과 탄핵 찬성 공화당원들은 자신들이 확고한 증거라고 생각하는 특정 대통령의 행위와 대화를 지적했다. 그렇게 하면서 그들은 종종 녹음된 대통령 대화 녹취록을 참고하여 닉슨 자신의 말을 다시 읽었다. 그중에는 민주당원 엘리자베스 홀츠먼도 있었는데, 그녀는 자신의 주장을 구성하기 위해 인용문을 계속해서 낭독했다.
이틀간의 마라톤 일반 토론이 끝날 무렵, 로디노는 탄핵 조항 채택을 권고하겠다고 처음으로 공개적으로 말했다. 그 무렵에는 사법위원회 위원들 중 상당한 초당적 다수가 닉슨 대통령 탄핵을 공식적으로 제안하는 결의안을 지지할 준비가 되어 있음이 분명했다. 뉴욕 타임스에 따르면 21명의 모든 민주당원과 6명의 공화당원이 이에 해당했다. 위원회가 다음 날 제안된 탄핵 조항을 검토하기 위해 계속 진행하자, 제럴드 리 워렌 백악관 부대변인은 닉슨이 위원회가 초당적 다수로 탄핵을 권고할 "가능성에 거의 체념했다"고 언급했다. 그러나 그는 "우리의 믿음은 하원이 탄핵 법안을 통과시키지 않을 것이라는 것"이라고 덧붙였다.

### 탄핵 조항 논의

#### 사법 방해
7월 26일 위원회 회의가 시작되자 폴 사바네스는 해롤드 도노휴의 첫 번째 탄핵 조항에 대한 대체 수정안을 제안했다. 잭 브룩스가 이끄는 진보 민주당원들과 남부 민주당원-중도 공화당 연합 그룹 간의 협상을 통해 고안된 이 수정안은 이틀간의 열띤 토론 끝에 27대 11로 통과되었다. 6명의 공화당원이 21명의 모든 민주당원과 함께 찬성표를 던졌다. 이 조항은 대통령이 부하들과 공모하여 워터게이트 침입 사건에 대한 "조사를 지연시키고, 방해하며, 저해하고", 책임자들을 은폐, 은닉, 보호하며, "다른 불법적인 비밀 활동의 존재와 범위를 은폐했다"고 주장했다.
조항에 대한 논의가 시작되자, 탄핵 반대 공화당원들은 이 조항이 사법 방해 혐의의 세부 사항, 즉 날짜, 이름, 사건 등에 대한 "특정성"을 포함하지 않아 불공정하다고 불평했다. 그들은 차례로 탄핵을 주장하는 사람들에게 닉슨이 사법을 방해하려는 조직적인 계획의 일환으로 특정 대화들이 서로 연결되어 있다는 더 많은 세부 사항을 제시할 것을 요구했다. "특정성"이라는 용어 사용이 주요 쟁점이 되었다: 뉴욕 타임스는 "이틀 동안 하원 사법위원회 위원 38명이 '특정성'이라는 단어의 의미에 대해 논쟁하고 다투며 때로는 소리를 질렀다"고 보도했다. 이 질문은 부분적으로 적법 절차와 법적 고지에 대한 헌법적 요구 사항이 탄핵 절차에 얼마나 적용되는지, 그리고 일반적으로 형사 기소에서 상세함의 수준에 대한 진화하는 기준에 관한 것이었다.
찰스 샌드맨은 각 혐의 행위에 대한 구체적인 내용을 가장 큰 소리로 요구했던 사람 중 한 명이었다. 그는 사바네스 제안의 9개 소항목에 대한 공화당의 반대를 하나씩 주도했다. 그의 목표는 탄핵을 지지하는 사람들을 어떤 세부 사항을 포함할지에 대한 분열적인 논쟁으로 몰아넣는 것이었다. 닉슨 옹호자들의 "특정성" 주장은 효과적인 것으로 보였고, 이는 처음에는 조항 지지자들을 걱정하게 만들었지만, 궁극적으로는 그들을 결집시켰다.
존 도어는 대통령에 대한 증거를 상세히 설명하는 간략한 논점 목록을 배포했고, 민주당원들은 마이크를 잡을 차례가 될 때마다 닉슨의 비행을 열거하는 데 이를 사용했다. 조항 지지자들은 또한 사법 방해 혐의의 구체적인 세부 사항 부족에 대한 주장에 대해, 지지하는 사실들은 조항 자체에 억지로 끼워 넣기보다는 위원회의 최종 보고서에 포함되어야 한다고 일관되게 반박했다.
결국 "특정성" 전술은 효과적이지 못했고 폐기되었다. 이러한 상황을 인정하며 샌드맨은 7월 28일 "이 투표 결과는 논쟁으로 바뀌지 않을 것"이라고 한탄했다. 결국, 첫 번째 조항에 대한 확고한 초당적 투표는 이념적 동맹을 초월하여, 위원회의 절차가 대통령에 대한 단순한 당파적 복수에 불과하다는 비난을 불식시켰다.
| 제1조 투표, 1974년 7월 27일 | 제1조 투표, 1974년 7월 27일                                 |
| --------------------------- | ----------------------------------------------------------- |
| 27–11 가결                  | ■ 민주당: 21명 찬성, 0명 반대 ■ 공화당: 6명 찬성, 11명 반대 |

#### 대통령 권한 남용
7월 29일, 윌리엄 헝게이트는 도노휴의 두 번째 탄핵 조항에 대한 대체안을 제시했다. 첫 번째 조항 대체안과 동일한 과정을 통해 만들어진 이 안은 격렬한 논쟁 끝에 28대 10으로 통과되었다. 7명의 공화당원이 21명의 모든 민주당원과 함께 찬성표를 던졌다. 이 조항은 대통령이 "정의의 적절하고 정당한 행정 및 합법적인 조사의 수행을 방해함으로써 시민의 헌법적 권리를 위반하는 행위를 반복적으로 저질렀다"고 명시했다. 또한 이 조항은 대통령이 헌법적 취임 선서를 위반하고 국가의 법률이 충실하게 집행되도록 "주의를 기울일 의무"를 다하지 못했다고 주장했다.
1. 미국 국세청을 이용하여 정치적 목적으로 세금 감사를 시작하거나 기밀 세금 데이터를 얻으려 시도한 행위;[170]
2. 정부 관리, 기자 및 대통령의 형제인 도널드 닉슨에 대한 일련의 비밀 도청에 "국가 안보"라는 명분을 사용한 행위;[170]
3. 펜타곤 문서 공개에 대니얼 엘즈버그가 참여한 것에 대해 그를 비방할 정보를 찾기 위해 정신과 의사의 사무실을 1971년에 침입하는 등 "비밀스럽고 불법적인 활동"을 위해 나중에 "배관공들"로 불린 백악관 특별 조사팀을 설립한 행위;[170]
4. 가까운 부하들이 워터게이트 사건 및 관련 문제에서 정의를 방해하려 했다는 사실을 알면서도 "조치를 취하지 않은" 행위;[170]
5. 연방수사국, 중앙정보국, 법무부 및 워터게이트 특별검사의 활동을 방해하기 위해 자신의 직책에 부여된 권한을 "고의적으로" 남용한 행위.[170]

대통령 탄핵을 지지하며 조지 E. 다니엘슨은 제2조에 대해 강력한 주장을 펼쳤는데, 이를 "이 위원회가 통과시킬 수 있는 가장 중요한 조항"이라고 불렀다. 그는 이어서 말했다: "청구된 범죄는 독특하게 대통령의 범죄입니다. 다른 누구도 그것을 저지를 수 없습니다. ... 오직 대통령만이 대통령 직책의 맹세를 위반할 수 있습니다. ... 오직 대통령만이 대통령직에 해를 끼칠 수 있습니다." 또한 제2조를 지지한 (제1조에는 반대했던) 위원회의 제2인자 공화당원 로버트 맥클로리는 이 조항이 위원회의 책임, 즉 대통령의 재임 중 행동에 대해 책임을 묻는 "핵심을 정말로 짚고 있다"고 보았다. 탄핵 결의안에 이 조항을 포함시키는 것은, 그가 말했듯이, "미래의 대통령들이 이 의회와 이 하원 사법위원회가 그들에게 직책의 맹세와 법률이 충실히 집행되도록 할 의무를 지울 것임을 알도록 도울 것"이었다.
이 조항이 승인될 것이라는 의심의 여지는 없었지만, 닉슨의 충실한 공화당 옹호자들은 대통령의 사건을 계속해서 밀어붙였다. 에드워드 허친슨은 민주당원들이 닉슨 대통령 재임 기간 동안의 사건들을 선별적으로 사용하여 자신들의 주장을 구축하고 있다고 비난하며 수사적으로 물었다. "이 행정부의 전체 기록을 ... 검토하고 그 엄청난 양의 공식 행동 중에서 상대적으로 소수의 특정 혐의를 골라내어 대통령의 행위가 반복적으로 불법적이었다는 주장을 도출하는 것이 정말 공정한가?" 찰스 위긴스는 권한 남용이 헌법상 "중대한 범죄 및 비행"의 정의에 포함되는지 의문을 제기했다. 그는 "그러한 조항의 채택은 우리 헌법 역사에 처음으로 ... 대통령이 어떠한 법도 위반하지 않았더라도 의회의 견해에 따라 자신의 권한을 남용했다는 이유로 탄핵될 수 있다는 원칙을 새겨 넣을 것"이라고 경고했다. 그는 또한 범위를 좁히고 핵심 혐의를 무력화하려 시도했지만, 그가 제안한 모든 수정안은 해당 조항에 찬성하는 상당한 초당적 다수에 의해 쉽게 부결되었다.
| 제2조 투표, 1974년 7월 29일 | 제2조 투표, 1974년 7월 29일                                 |
| --------------------------- | ----------------------------------------------------------- |
| 28–10 가결                  | ■ 민주당: 21명 찬성, 0명 반대 ■ 공화당: 7명 찬성, 10명 반대 |

#### 의회 모독
7월 30일, 탄핵 논의의 마지막 날, 닉슨이 1974년 4월, 5월, 6월에 발행된 8개의 사법위원회 소환장을 무시한 것에 대한 의회 모독 혐의를 제기한 제3조가 로버트 맥클로리에 의해 소개되었고, 21대 17의 근소한 차이로 승인되었다. 연방 법원 및 의회 소환에 대한 대통령의 거부는 제2조의 초기 버전에서 다양한 권한 남용 혐의에 포함되었지만, 대체안에서는 제외되었다. 지지자들은 닉슨의 일관된 "담합"이 하원의 헌법적 탄핵 권한을 약화시킬 위협이 되므로 탄핵 가능한 범죄에 해당한다고 주장했다. 맥클로리는 행정 특권 주장이 "탄핵 조사에서는 설 자리가 없다"고 주장했다. 반대자들은 증거 접근에 대한 논쟁은 법원을 통하거나 의회 모독에 대한 하원 소환을 통해 처리되어야 한다고 주장했다. 처음 두 조항을 추진했던 초당적 연합의 일원이었던 공화당원 7명은 다시 당으로 돌아갔다; 그 중 한 명인 톰 레일스백은 민주당 다수당이 추가 조항을 고려함으로써 "정치적 과잉"에 기울어진 것처럼 보인다고 경고했다.
| 제3조 투표, 1974년 7월 30일 | 제3조 투표, 1974년 7월 30일                                 |
| --------------------------- | ----------------------------------------------------------- |
| 21–17 가결                  | ■ 민주당: 19명 찬성, 2명 반대 ■ 공화당: 2명 찬성, 15명 반대 |

#### 캄보디아 폭격 / 전쟁 권한
다음으로 존 코니어스는 닉슨이 의회로부터 "사실"을 의도적으로 은폐하고 의회의 선전포고 헌법적 권한을 무시하며 "캄보디아에서의 미국 폭격 작전의 존재, 범위, 성격에 대해 거짓되고 오해의 소지가 있는 진술"을 의회에 제출했다는 혐의를 제기하는 조항을 제안했다. 닉슨의 노골적인 비판자(그리고 닉슨의 적 리스트 13위에 오른)였던 코니어스는 대통령이 폭격 작전의 사실을 은폐하려 한 것이 "지금까지 논의된 [대통령의 잘못된 행위]의 모든 행위"의 근본적인 문제의 또 다른 예라고 주장했다. 그러나 이 조항은 광범위한 지지를 얻지 못하고 12대 26으로 부결되었다. 로디노를 포함한 9명의 민주당원과 17명의 모든 공화당원이 반대표를 던졌다.
이 조항에 포함된 혐의의 진실성에는 아무도 이의를 제기하지 않았지만, 코니어스는 나중에 "캄보디아 폭격을 비난하는 것은 이전 행정부도 기소해야 하고, 의회가 자신의 헌법적 의무를 완전히 이행하지 못했음을 인정해야 했기 때문"에 실패했다고 언급했다. 조항 포함에 반대한 사람들은 설득력 있는 주장을 제기했는데, 양당의 주요 의회 지도자들이 정보에 접근할 수 있었지만 나머지 의회에 아무 말도 하지 않았고 아무 조치도 취하지 않았다는 점, 대통령의 행동이 총사령관으로서의 권한의 적절한 사용이었다는 주장, 그리고 이 특정 의회 권한 대 대통령 권한 분쟁은 이미 전쟁 권한 결의 (닉슨의 거부권에도 불구하고 1년 전에 통과됨)에 의해 해결되었다는 점을 지적했다. 이 제안에 불리하게 작용한 또 다른 요인은 캄보디아 조항을 하원 전체에 제출하는 것이 탄핵 논쟁에 미군이 베트남 전쟁에서 수행한 역할이라는 민감한 문제를 개입시킬 것이라는 인식이 있었다는 점이다.
| 제4조 투표, 1974년 7월 30일 | 제4조 투표, 1974년 7월 30일                                 |
| --------------------------- | ----------------------------------------------------------- |
| 12–26 부결                  | ■ 민주당: 12명 찬성, 9명 반대 ■ 공화당: 0명 찬성, 17명 반대 |

#### 보수와 탈세
마지막으로 에드워드 메즈빈스키는 닉슨의 캘리포니아 샌클레멘티와 플로리다주 키 비스케인에 있는 개인 주택에 정부 비용으로 이루어진 개조가 국내 보수 조항 위반이며, 1969년부터 1972년까지 연방 소득세의 부족 납부가 고의적인 탈세에 해당한다는 조항을 제기했다. 메즈빈스키는 닉슨이 "적절한 세금을 내지 않기 위해 대통령직을 악용했다"고 주장했다. 닉슨의 취임 이후의 불법 행위는 "우리 세금 시스템에 심각한 위협"이 된다고 그는 말했다. 왜냐하면 "우리는 법이 모든 납세자에게 동등하게 적용될 것을 기대하기 때문"이라고 덧붙였다. 위원회 지도부가 황금 시간대 TV 시청자를 대상으로 스케줄링한 토론 끝에, 이 조항 또한 12대 26으로 부결되었다.
탄핵 결의안에 포함시키는 것에 반대한 사람들은 몇 가지 이의를 제기했다. 보수 조항에 대해서는 대통령의 플로리다 및 캘리포니아 거주지에 대한 재산 개선이 미국 비밀경호국의 요청으로 이루어졌으며, 대통령이 정부 자금이 프로젝트에 사용된다는 사실을 알았다는 직접적인 증거가 없다고 지적했다. 세금 혐의에 대해서는 사기 의도를 증명할 충분한 증거가 없으며, 주장된 범죄가 대통령 권한 남용을 포함하지 않으므로 탄핵 가능한 범죄가 아니라고 주장했다.
| 제5조 투표, 1974년 7월 30일 | 제5조 투표, 1974년 7월 30일                                 |
| --------------------------- | ----------------------------------------------------------- |
| 12–26 부결                  | ■ 민주당: 12명 찬성, 9명 반대 ■ 공화당: 0명 찬성, 17명 반대 |

## 하원에 보고된 조항 전문
사법위원회는 닉슨 대통령에 대한 세 가지 탄핵 조항에 합의했다. 이 조항들은 대통령의 재임 중 행위에 대한 날카로운 비난이었으며, 각 조항은 같은 선언으로 결론을 맺었다.
이 모든 것에서 리처드 M. 닉슨은 대통령으로서의 신뢰에 반하고 헌정 정부를 전복하는 방식으로 행동했으며, 법과 정의의 대의에 큰 손해를 끼치고 미국 국민에게 명백한 피해를 입혔다. 그러므로 리처드 M. 닉슨은 그러한 행위로 인해 탄핵 및 재판, 그리고 직위 해임을 정당화한다.

위원회는 1974년 7월 30일, 워터게이트 침입 사건 발생 2년 1개월 13일 만에 작업을 마쳤다. 타임지는 며칠 후 다음과 같이 썼다: "하원 사법위원회는 근면성과 초당적인 표결로 인해 하원 전체에서 탄핵에 대한 상당한 초당적 표결을 거의 확실하게 보장했다. 이는 상원에도 영향을 미칠 것이며, 대중 여론에도 영향을 미칠 것이다."

### 제1조
제1조는 닉슨을 사법 방해 혐의로 기소했으며, 부분적으로 다음과 같이 주장했다:
1972년 6월 17일과 그 이전에, 대통령 재선 위원회 요원들은 정치 정보를 확보할 목적으로 워싱턴 D.C.의 민주당 전국위원회 본부에 불법적으로 침입했다. 그 후 리처드 M. 닉슨은 자신의 고위 직책의 권한을 사용하여 직접 또는 그의 가까운 부하와 대리인을 통해 그러한 불법 침입에 대한 조사를 지연, 방해, 저해하고, 책임자들을 은폐, 은닉, 보호하며, 다른 불법적인 비밀 활동의 존재와 범위를 은폐하기 위한 행동 방침 또는 계획에 참여했다.

이 조항은 또한 대통령이 수사를 방해하려는 계획을 실행한 9가지 방법을 명시했다.

### 제2조
제2조는 닉슨을 권한 남용 혐의로 기소했으며, 부분적으로 다음과 같이 주장했다:
리처드 M. 닉슨은 미국 대통령직의 권한을 사용하여, 미국 대통령으로서 충실히 직무를 수행하고, 최선을 다해 미국 헌법을 보존, 보호, 수호하겠다는 헌법적 맹세를 위반하고, 법률이 충실히 집행되도록 주의를 기울일 헌법적 의무를 무시하며, 시민의 헌법적 권리를 침해하고, 정의의 적절하고 정당한 행정 및 합법적인 조사의 수행을 방해하거나, 행정부 기관 및 이들 기관의 목적을 규율하는 법률을 위반하는 행위를 반복적으로 저질렀다.

이 조항은 또한 대통령에 대한 이 혐의를 입증하기 위해 5가지 특정 비행 사례를 인용했다.

### 제3조
제3조는 닉슨을 의회 모독 혐의로 기소했으며, 부분적으로 다음과 같이 주장했다:
미국 대통령직을 수행함에 있어 리처드 M. 닉슨은 미국 대통령으로서 충실히 직무를 수행하고, 최선을 다해 미국 헌법을 보존, 보호, 수호하겠다는 자신의 맹세에 반하고, 법률이 충실히 집행되도록 주의를 기울일 헌법적 의무를 위반하며, 1974년 4월 11일, 1974년 5월 15일, 1974년 5월 30일, 1974년 6월 24일에 하원 사법위원회가 정당하게 발행한 소환장에 따라 문서 및 물품을 합법적인 이유나 변명 없이 제출하지 않았으며, 그러한 소환장을 고의적으로 불복종했다. 소환된 문서 및 물품은 대통령의 지시, 지식 또는 다른 증거에 의해 대통령의 탄핵을 위한 상당한 근거로 입증된 행위에 대한 근본적이고 사실적인 질문을 직접적인 증거로 해결하기 위해 위원회에 의해 필수적이라고 간주되었다. 리처드 M. 닉슨은 이러한 문서 및 물품의 제출을 거부함으로써, 조사에 필요한 자료에 대한 자신의 판단을 내세워 대통령의 권한을 하원의 합법적인 소환장에 반대하여 행사했으며, 이로써 헌법에 의해 하원에 부여된 유일한 탄핵 권한 행사에 필수적인 기능과 판단을 스스로에게 가정했다.

## 닉슨의 의회 지지 약화
7월 말, 사법위원회의 광범위한 청문회, 테이프 제출에 대한 대법원 명령, 6명의 공화당원 이탈이라는 "삼중고"에도 불구하고, 알렉산더 헤이그 백악관 비서실장에 따르면 닉슨은 "자신감과 이 일을 끝까지 해내겠다는 결의가 한 치도 변하지 않았다." 그는 하원의 탄핵 또는 상원 재판에서 얻을 수 있는 예상 투표수를 면밀히 연구하고 있었다. 헨리 키신저는 나중에 이때의 대통령을 "자신의 악몽 속에서 깨어 있는 사람"이라고 동정적으로 묘사했다. 의회 공화당 지도자들도 예상 투표수를 추정하고 있었다. 7월 29일 존 로즈 하원 소수당 원내대표와 휴 스콧 상원 소수당 원내대표 간의 회의에서 로즈는 하원 탄핵이 최대 300표(필요한 218표보다 훨씬 많음)를 얻을 것으로 추정했고, 스콧은 상원에서 유죄 판결에 필요한 67표에 약간 못 미치는 60표가 있을 것이라고 추정했다. 둘 다 대통령에게 상황이 악화되고 있다고 느꼈다.
대통령에 대한 대중의 지지도 약화되고 있었다. 8월 3일 완료된 해리스 여론조사에서는 미국 국민의 3분의 2(66%)가 "닉슨 대통령이 워터게이트 스캔들로 탄핵되어 재판을 받아야 한다"고 믿는 것으로 나타났다. "탄핵 찬성" 총계는 사법위원회의 텔레비전 중계 토론과 탄핵 조항 투표 과정에서 13%포인트 증가했다.

### 탄핵 투표 및 재판 준비
8월 2일, 미국 하원 규칙위원회는 사법위원회의 세 가지 탄핵 조항에 대한 보고서가 8월 8일까지 완료될 것이며, 하원이 8월 19일에 이들을 논의하기 시작할 것이라고 발표했다. 워싱턴 포스트는 8월 7일 민주당과 공화당 지도부가 하원 본회의에서 탄핵 논의 시간을 절반으로 줄이기로 비공식적으로 합의했다고 보도했다. 따라서 텔레비전 중계 토론은 2주가 아닌 1주일 동안 진행되었을 것이다.
사법위원회가 첫 탄핵 조항을 승인한 직후, 마이크 맨스필드 상원 원내총무와 스콧 상원의원은 탄핵 재판 계획을 세우기 위해 만났다. 100명의 상원의원들이 배심원으로, 버거 대법원장이 의장으로, 하원 의원 그룹이 검사로, 닉슨의 변호사들이 변호인으로 활동했을 것이다. 대통령이 준비할 시간을 주기 위한 지연 이후, 실제 재판은 제이콥 제비츠 상원의원에 따르면 11월 이전에 시작될 것 같지 않았고 1975년 1월까지 이어질 수도 있었다.
프랜시스 R. 발레오 미국 상원 서기는 준비를 담당하게 되었다. 재판의 텔레비전 중계가 결정되었고, 기술적 준비 및 언론과 대중에 대한 구체적인 규칙 논의가 진행 중이었다. 닉슨이 상원 절차 중에 참석해야 할 수도 있었기 때문에, 키신저는 소수의 최고 내각 각료와 의회 지도자들, 그리고 헤이그 비서실장으로 구성된 소규모 그룹을 만들어 대통령을 대신하여 정부를 운영하는 계획을 세웠다.

### "스모킹 건" 테이프
닉슨 대통령은 7월 30일, 소환된 모든 녹음 테이프를 워터게이트 수사관들에게 전달하라는 대법원 명령에 따랐다. 백악관 비서들은 녹취록을 작성했으며, 시리카 판사의 명령에 따라 세인트 클레어에게 사본을 보냈다. 세인트 클레어는 이전에 테이프를 들어본 적이 없었는데, 닉슨이 그에게 접근 권한을 주지 않았기 때문이었다. 8월 5일 녹취록이 공개되었을 때, 1972년 6월 23일, 민주당 전국위원회 사무실 침입 사건 며칠 후 녹음된 대화 중 하나가 닉슨이 은폐에 관여하지 않았다는 그의 주장이 거짓임을 증명했다. 나중에 ""스모킹 건" 테이프"로 알려진 이 테이프는 워터게이트 은폐의 초기 단계를 기록했다. 테이프에는 닉슨과 당시 비서실장 H. R. 홀더먼이 국가 안보가 관련되어 있다고 CIA가 FBI에 거짓 주장하도록 하여 조사를 막는 계획을 세우는 것이 들린다. 이는 닉슨이 워터게이트 침입 직후 백악관과의 연관성에 대해 통보받았고, 조사를 방해하려는 계획을 승인했음을 보여주었다. 테이프 공개와 함께 발표된 성명에서 닉슨은 백악관 개입 사실을 언제 통보받았는지에 대해 국가를 오도한 책임을 인정하며 기억력에 문제가 있었다고 말했다.

### 정치적 여파
다음 날 아침인 8월 6일, 닉슨은 내각의 지속적인 지지를 모으려 했다. 그는 "제 의견으로는, 그리고 제 변호사의 의견으로는, 저는 탄핵 가능한 어떠한 위법 행위도 저지르지 않았습니다"라고 주장했다. 따라서 그는 "헌법적 절차는 끝까지 따라야 합니다. 그 끝이 어디든 간에"라고 선언했다. 이에 제럴드 포드 부통령은, 몇 달 동안 전국을 다니며 대통령을 옹호하는 연설을 해왔지만, 닉슨에게는 닉슨의 정책을 계속 지지하겠지만, 더 이상 언론이나 대중에게 탄핵 문제에 대해 이야기하지 않겠다고 말했다. 포드는 전날 저녁 "사실이 더 완전히 드러날 때까지는 언론이나 질문에 대한 답변으로 탄핵 문제를 공개적으로 논의하지 않겠다"고 성명을 발표했었다.
닉슨이 워터게이트 은폐의 초기 단계부터 주도적인 역할을 했다는 논박할 수 없는 사실에 직면하자, 의회 내 닉슨 지지자들의 수는 급격히 줄어들었다. 다양한 상원 공화당원들은 "충격 또는 분노"를 표명했고, 대통령의 사임을 선호하는 분위기가 확산되었다. 로버트 P. 그리핀 원내 부총무는 날카로운 성명을 통해 대통령에게 사임할 것을 촉구하며 다음과 같이 말했다: "이제 국가의 이익과 (닉슨) 자신의 이익 모두가 사임함으로써 가장 잘 충족될 시점에 도달했다고 생각합니다." 닉슨은 유죄 판결과 해임을 피하기 위해 34표가 필요했다. 그러나 캔자스주의 밥 돌은 "일주일 전 대통령이 (상원 재판에서 무죄 판결을 위한) 40표를 가지고 있었다면, 오늘은 20표도 채 안 될 것"이라고 추측했다. 게다가 텍사스주의 존 타워는 "대통령에게 공화당원들 사이에 퇴임에 대한 강한 정서가 있음을 알리고, 그가 먼저 사임하지 않으면 상원에서 유죄 판결을 받을 가능성이 매우 높다는 것을 경고하기 위해 대표단을 보낼" 잠정적인 결정이 내려졌다고 말했다. 배리 골드워터 애리조나주 상원의원은 그날 늦게 대표단을 이끌기로 동의했다.

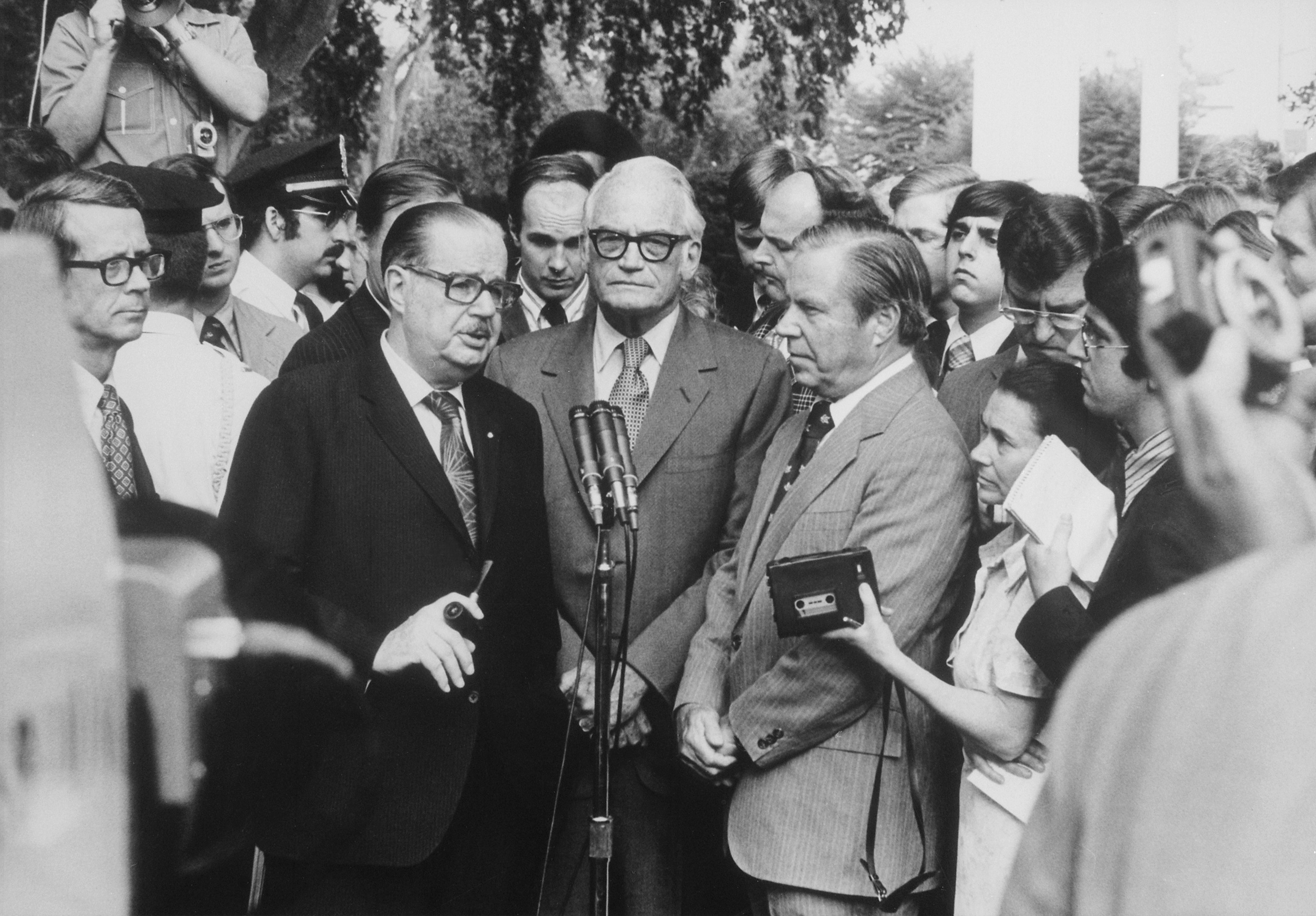
스콧 상원의원과 골드워터 상원의원, 로즈 하원의원이 8월 7일 대통령과의 회동 후 비공식 기자회견을 열었다

그날 하루 종일 여러 하원 공화당원들로부터 비슷한 공개 선언이 끊임없이 쏟아졌다. 위긴스는 "당시 내가 알던 사실이 이제 바뀌었다"고 말했고, 이제 그에게는 대통령이 침입 사건을 은폐하기 위한 "행동 계획"을 가지고 있었음이 분명했다. 위긴스에게 이것은 "대통령의 사법 방해 공모에 대한 최소한 한 가지 혐의를 뒷받침하기에" 충분했다. 그는 닉슨에게 사임할 것을 촉구하며, 장기화된 탄핵 재판이 국가의 이익에 부합하지 않을 것이라고 말했다. 그는 닉슨을 사법 방해 혐의로 탄핵하는 데 찬성표를 던지겠다고 발표했지만, 다른 두 조항은 "불행한 역사적 선례"를 남길 것을 우려하여 반대할 것이라고 밝혔다. 8월 2일, 헤이그와 세인트 클레어는 위긴스를 초청하여 녹취록이 공개되기 전에 검토하도록 했다. 녹취록을 읽은 위긴스는 그것들이 닉슨이 은폐에 연루되었음을 증명한다고 결론 내렸다. 위긴스의 견해로는 이는 닉슨의 하원 내 입지가 "절망적으로 상실되었으며", 상원에서도 마찬가지일 가능성이 높다는 것을 의미했다.
사법위원회에서 닉슨의 가장 확고한 옹호자가 탄핵에 찬성표를 던지기로 한 결정은 8월 7일 뉴욕 타임스의 "위긴스 탄핵 찬성; 다른 공화당원들도 동참"이라는 제목으로 강조되었다. 모든 탄핵 조항에 반대 투표를 했던 사법위원회의 다른 공화당원 9명은 하원 전체 투표에서 사법 방해 혐의로 닉슨을 탄핵하는 데 찬성표를 던질 것이라고 밝혔다. 여기에는 이전에 닉슨의 확고한 지지자였던 일부도 포함되었다. 인디애나주의 데이비드 W. 데니스는 닉슨이 위원회 내 자신의 옹호자들과의 "신뢰를 파괴했다"고 말했고, 오하이오주의 델 라타는 테이프가 백악관이 "확실히 진실을 말해주지 않았다"는 것을 명백히 보여주었다고 한탄했다. 샌드맨은 기자들에게 "파괴적이다—탄핵 가능하다"고 말하며, 이제 청문회에서 자신이 요구했던 "특정성"을 얻었다고 덧붙였다. 순위 위원인 허친슨은 "매우 무거운 마음으로" 탄핵을 지지할 것이라고 발표했다. 소수당 원내대표 로즈는 닉슨의 업적을 존경하지만, "범죄 활동 은폐와 연방 기관 남용은 용납되거나 용인될 수 없다"고 말했다. 이러한 이유로 로즈는 "하원에서 호명될 때, 탄핵에 '찬성'표를 던질 것"이라고 말했다.
"스모킹 건" 폭로 이후에도 여전히 대통령을 옹호했던 몇 안 되는 의회 공화당원 중에는 칼 커티스 상원의원이 있었는데, 그는 의회에 당황하지 말 것을 간청했다. 그는 닉슨이 부통령 포드를 위해 쫓겨나고, 포드가 부통령 자리를 채울 사람을 선택하게 된다면 미국이 "바나나 공화국"처럼 될 것이라고 경고했다. 그는 "이는 포드와 새로운 부통령 모두 높은 직책에 선출되지 않고, 단지 부통령 공석 시 절차에 따라 대통령에 의해 지명된 인물이 될 것임을 의미한다"고 말했다. 얼 랜드그레베 하원의원도 마찬가지로 다음과 같이 선언했다: "사실로 저를 혼란스럽게 하지 마세요. 저는 닫힌 마음을 가지고 있습니다. 저는 탄핵에 찬성표를 던지지 않을 것입니다. 저는 그와 제가 이 건물에서 끌려나가 총에 맞더라도 제 대통령과 함께할 것입니다."
8월 7일 늦은 오후, 골드워터 상원의원과 스콧 상원의원, 로즈 하원의원은 오벌 오피스에서 닉슨을 만났고, 그의 의회 지지가 거의 사라졌다고 말했다. 스콧은 나중에 기자들에게 그들이 닉슨에게 사임하라고 압력을 가하지 않았고, 단지 대통령에게 "캐피톨 힐의 상황이 매우 암울하다"고 말했다고 전했다. 로즈는 대통령에게 조항들이 하원 전체 투표에 부쳐지면 확실히 탄핵될 것이라고 말했다. 오닐 원내총무의 추산에 따르면, 사법 방해 조항에 반대할 의원이 75명을 넘지 않았다. 골드워터와 스콧은 대통령에게 상원에 그를 유죄 판결할 충분한 표가 있을 뿐만 아니라, 무죄 판결에 찬성할 상원의원이 15명 정도밖에 안 된다고 말했다. 골드워터는 나중에 회의 결과 닉슨이 "어떻게든 그의 대통령직이 끝났다는 것을 의심할 여지 없이 알게 되었다"고 썼다. 그날 밤, 닉슨은 사임 결정을 최종적으로 내렸다.

## 사임 및 결론

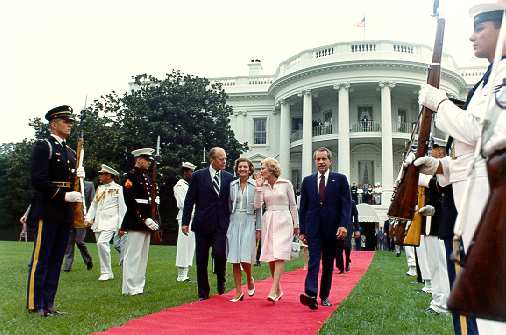
닉슨 대통령과 영부인 (분홍색 옷)이 1974년 8월 9일, 닉슨의 사임이 발효되기 직전 포드 부통령과 부통령 부인과 동행하여 백악관을 떠났다

닉슨은 다음 날 아침인 8월 8일 포드 부통령을 만나 사임 의사를 통보했고, 그날 저녁에는 의회 지도자들을 만나 공식 통보를 했다. 그 다음에는 오랫동안 친분을 유지했던 몇몇 의회 친구들과 잠시 만난 후, 국민들에게 통보했다. 며칠 전인 8월 5일 테이프 공개를 앞두고, 대통령 연설문 작성가 레이 프라이스는 대통령을 위한 두 개의 연설 초안을 준비했는데, 하나는 사임 거부 연설이었고 다른 하나는 사임 연설이었다. 후자가 닉슨이 그날 밤 오벌 오피스에서 라디오와 텔레비전으로 생중계한 연설의 첫 초안이 되었다.
그는 연설에서 "워터게이트 문제로 인해 국가 이익이 요구하는 방식으로 이 직책의 매우 어려운 결정들을 뒷받침하고 의무를 수행하는 데 필요한 의회의 지지를 받지 못할 수도 있다고 결론 내렸기 때문"에 사임한다고 말했다. 그는 또한 사임을 통해 "미국에 절실히 필요한 치유 과정의 시작을 앞당기기를 바란다"고 밝혔다. 그리고 그는 자신의 재임 기간 동안의 업적, 특히 외교 정책에서의 업적을 언급했다. 닉슨은 자신의 일부 판단이 "잘못되었다"고 인정하며, "이 결정으로 이어진 일련의 사건들 속에서 발생했을 수 있는 모든 상처에 대해 깊이 후회한다"고 말했다. 그러나 연설에는 어떠한 잘못도 인정하는 내용이 없었으며, 자신에게 계류 중인 탄핵 조항에 대해서도 언급하지 않았다. 백악관 밖 펜실베이니아 애비뉴를 따라 시위대들은 밤새도록 " 대통령을 감옥으로 "라고 외쳤다.
1974년 8월 9일 아침, 닉슨은 내각 장관 및 직원들과 감동적인 작별 인사를 나눈 후 가족과 함께 백악관을 떠나 캘리포니아주 샌클레멘티로 향했다. 그는 1792년 대통령 승계법에 따라 헨리 키신저 국무장관에게 서명된 사임서를 남겼고, 이로써 미국 대통령으로는 처음으로 직무를 사임했다. 그의 대통령직은 키신저가 편지를 받은 11시 35분에 공식적으로 끝났고, 포드의 임기가 시작되었다. 잠시 후 백악관 이스트 룸에서 포드는 버거 대법원장에 의해 취임 선서를 했고, "우리의 길고 길었던 국가적 악몽은 끝났다"고 선언했다.
닉슨의 사임 이후, 그에 대한 탄핵 절차는 공식적으로 종료되었다. 8월 20일, 하원은 412대 3으로 최종 사법위원회 보고서를 수락하기로 투표했으며, 공화당의 얼 랜드그레베와 민주당의 오토 패스맨과 소니 몽고메리만이 반대표를 던졌다. 8월 22일 발행된 528페이지 분량의 보고서는 닉슨에 대한 "명확하고 설득력 있는 증거"라고 불리는 내용을 자세히 설명했다. 또한 원래 탄핵에 반대했던 위원회의 공화당원들의 성명도 포함되어 있었는데, 닉슨이 "직책에서 쫓겨난" 것이 아니라 자신의 기만 패턴을 통해 스스로의 대통령직을 파괴했다고 기록되었다.

## 여파
닉슨이 하원 전체의 탄핵이나 상원의 유죄 판결을 받지는 않았지만, 연방 및 주 차원에서의 형사 기소는 여전히 가능성이 있었다. 닉슨의 안녕을 염려하고, 워터게이트 스캔들로 인해 야기된 "추악한 열정"이 장기간의 닉슨 기소 과정에서 다시 불붙을 것을 우려한 포드 대통령은 1974년 9월 8일 닉슨에게 대통령으로서 "저지른 또는 저지를 수 있었던 또는 참여했던" 모든 범죄에 대해 사면을 부여했다. 닉슨은 처음에 유죄를 인정하고 싶지 않았기 때문에 사면을 받아들이기를 꺼려했지만, 나중에는 동의했다. 사면을 공식적으로 수락하면서 닉슨은 "워터게이트를 다루는 데, 특히 사법 절차 단계에 도달하여 정치 스캔들에서 국가적 비극으로 커졌을 때, 더 단호하고 솔직하게 행동하지 않은 것은 잘못이었다"고 말했다.
사면 당시 여론은 부정적이었다. 1974년 9월 6일부터 9일까지 실시된 갤럽 여론조사에 따르면 "미국인의 38%만이 포드가 닉슨을 사면해야 한다고 답했으며, 53%는 사면해서는 안 된다고 답했다." 수많은 의회 민주당원들이 사면을 비판하는 성명을 발표했고, 이를 계기로 일부는 전 대통령에 대한 탄핵 절차를 재개하려 했다. 특히 사법위원회 위원인 제로메 월디, 조지 다니엘슨, 돈 에드워즈는 모든 증거를 공개하고 닉슨의 재임 중 불법 행위에 대한 공식 기록을 완성하기 위해 미해결된 소환을 추진하도록 위원회를 압박하는 것에 대해 언급했다. 그러나 로디노 위원장은 "탄핵은 죽었다"고 선언하며 그러한 움직임을 막았다.
다음 달, 포드는 사면의 이유를 설명하기 위해 자발적으로 사법위원회 형사사법소위원회에 출석했다. 2년 후, 닉슨 사면에 대한 대중의 불만이 포드가 1976년 대통령 선거에서 민주당 후보 지미 카터에게 간발의 차이로 패배하는 요인이 되었다.
전국적으로 1974년 중간선거는 민주당에게 압도적인 승리였다. 하원에서는 민주당이 이전에 공화당이 차지했던 49석을 얻어 초다수를 넘는 의석수를 확보했다. 총 93명의 신인 의원이 1975년 1월 3일 제94차 미국 의회가 소집되었을 때 있었는데, 그 중 76명이 민주당원이었다. 그해에 선출된 이들은 통칭 "워터게이트 베이비들"로 알려지게 되었다. 1974년 선거에서 공화당 사법위원회 위원 몇 명이 민주당 상대에게 패배했다. 그 중 으뜸은 윌리엄 J. 휴스에게 완패한 찰스 샌드맨이었다. 또한 필립 샤프에게 패배한 데이비드 W. 데니스, 버클리 베델에게 패배한 와일리 메인, 로버트 존 코넬에게 패배한 해롤드 버논 프로에리히, 그리고 헬렌 스티븐슨 메이너에게 패배한 조지프 J. 마라지티도 있었다.
사법위원회의 과정과 닉슨 대통령이 탄핵되어 해임되어야 한다는 중대한 권고에 대해 로디노는 1989년 내셔널 퍼블릭 라디오의 수잔 스탬버그와의 인터뷰에서 이렇게 말했다:
제가 민주당원임에도 불구하고, 그리고 많은 사람들이 로디노가 민주당원으로서 대통령을 끌어내리려 한다고 생각했음에도 불구하고, 아시다시피 그는 우리의 대통령이었습니다. 그리고 이것은 우리의 시스템이 시험대에 오르는 것이었습니다. 그리고 여기에 누구도 줄 수 없는 최고의 직책을 얻은 사람이 있었습니다. 아시다시피. 그리고 당신은 미국 대통령직을 끌어내리는 것이었습니다. 그것은 우리 전체 역사, 물론 리처드 닉슨에게도 슬프고 슬픈 이야기였습니다.

## 같이 보기
- 미국 대통령 탄핵 시도 목록
- 미국 연방 정치 스캔들 목록

## 내용주
1. ↑  앤드루 존슨은 리처드 닉슨 이전에 공식 하원 탄핵 조사의 대상이 된 유일한 미국 대통령이었다; 그러나 이전 다섯 명의 대통령—존 타일러, 앤드루 존슨, 그로버 클리블랜드, 허버트 후버 그리고 해리 S. 트루먼—은 하원에서 자신들에게 제기된 탄핵 조항들을 가지고 있었다.[2]
2. ↑  닉슨 이후 공식 하원 탄핵 조사의 대상이 된 두 명의 미국 대통령은 빌 클린턴, 1998년 (재판은 1999년), 그리고 도널드 트럼프, 2019년 (재판은 2020년), 그리고 다시 2021년이다.[4]
3. ↑  워터게이트 침입 사건 이전인 1972년 5월, 제92차 미국 의회 기간 동안, 베트남 전쟁과 관련된 세 개의 탄핵 결의안이 닉슨 대통령에 대해 하원에 제출되었다: 윌리엄 라이언이 제출한 특정 혐의가 없는 일반 결의안, 그리고 존 코니어스가 제출한 동일한 4개 항목 결의안 두 개. 이들은 하원 사법위원회로 회부되었으며, 결의안에 대한 추가 조치는 기록되지 않았다.[2][27]
4. ↑  1973년 11월 21일, 워터게이트 문제에 대한 백악관 특별 법률 고문 프레드 부즈하트는 존 시리카 판사에게 테이프 중 하나에 18분 30초의 삭제된 부분이 포함되어 있다고 알렸다.[39] 백악관은 또한 다른 두 개의 테이프가 없어졌다고 보고했다.[6]
5. ↑  닉슨 대통령은 1973년 10월 12일, 수정 헌법 제25조 제2절에 따라 하원 소수당 원내대표 제럴드 포드를 스피로 애그뉴 부통령의 후임으로 지명했다. 상원은 1973년 11월 27일 92대 3으로 포드의 지명을 승인했고, 하원은 1973년 12월 6일 387대 35로 그를 승인했다.[43]
6. ↑  뉴욕 타임스에 의해 "탄핵 광신자", "닉슨 적대자"로 지목된 7명의 자유주의 민주당원들은 대통령을 탄핵할 근거를 찾기를 열망했다: 잭 브룩스, 로버트 카스텐마이어, 돈 에드워즈, 존 코니어스, 제로메 월디, 로버트 드리넌 및 찰스 랭글.[58]
7. ↑  기존 위원회 구조와 의원들의 직원들을 건너뛰기로 한 결정은 역사가 스탠리 쿠틀러의 말에 따르면, "불필요한 경쟁을 초래했고 결국 도어와 국회의원들 간의 관계에 영향을 미쳤다."[61]
8. ↑  1974년 대통령 탄핵을 위한 헌법적 근거는 그 후 두 차례의 하원 대통령 탄핵 조사에서 지침서로 사용되었다: 1998년 빌 클린턴과 2019년 도널드 트럼프에 대한 조사에서.[75]
9. ↑  레온 야월스키의 보고서는 2018년 10월 11일 연방 판사가 제한적인 수정 사항을 포함하여 공개를 명령할 때까지 봉인되어 있었다.[87]

## 인용된 저작

### 서적 및 학술지
- Albert, Carl (1990). 《Little Giant: The Life and Times of Speaker Carl Albert》. With Danney Goble. Norman, Oklahoma: University of Oklahoma Press. ISBN 0-8061-2250-1.
- Ambrose, Stephen E. (1991). 《Nixon: Ruin and Recovery 1973–1990》 III. New York, New York: Simon & Schuster. ISBN 978-0-671-69188-2.
- Apple, R. W. Jr. (1973).  Staff of The New York Times, 편집. 《The Watergate Hearings: Break-in and Cover-up》. Bantam Books. ISBN 978-0-553-08383-5.
- Baym, Geoffrey (Winter 2003). 《Strategies of Illumination: U.S. Network News, Watergate, and the Clinton Affair》. 《Rhetoric and Public Affairs》 6 (Michigan State University Press). 633–656쪽. doi:10.1353/rap.2004.0001. JSTOR 41939869. S2CID 143653995.
- Bernstein, Carl (2007). 《A Woman in Charge: The Life of Hillary Rodham Clinton》. New York, New York: Alfred A. Knopf. ISBN 978-0-375-40766-6.
- Bernstein, Carl; Woodward, Bob (2014) [1974]. 《All the President's Men》 Trade paperback판. New York, New York: Simon & Schuster. ISBN 978-1-4767-7051-2.
- Black, Conrad (2007). 《Richard M. Nixon: A Life in Full》. New York, New York: PublicAffairs Books. ISBN 978-1-58648-519-1.
- Conyers, John (October 1974). 《Why Nixon Should Have Been Impeached》. 《블랙 스칼라》 6 (Taylor & Francis). 2–8쪽. JSTOR 41065758.
- Engel, Jeffrey A.; Meacham, Jon; Naftali, Timothy; Baker, Peter (2018). 《Impeachment: An American History》. New York, New York: Modern Library. ISBN 978-1-984-85378-3.
- Ford, Gerald R. (1979). 《A Time to Heal: The Autobiography of Gerald R. Ford》. New York, New York: Harper & Row. ISBN 978-0-0601-1297-4.
- Germond, Jack (1999). 《Fat Man in a Middle Seat: Forty Years of Covering Politics》. New York, New York: Random House. ISBN 978-0-3755-0098-5.
- Gormley, Ken (1997). 《Archibald Cox: The Conscience of a Nation》. Reading, Massachusetts: Addison-Wesley. ISBN 0-2014-0713-2.
- Greenberg, David (2003). 《Nixon's Shadow: The History of an Image》. New York, New York: W. W. Norton & Company. ISBN 978-0-3930-4896-4.
- Kissinger, Henry (1982). 《Years of Upheaval》. Boston, Massachusetts: Little, Brown & Co. ISBN 978-0316285919.
- Kutler, Stanley I. (1990). 《The Wars of Watergate: The Last Crisis of Richard Nixon》. New York, New York: Alfred A. Knopf. ISBN 978-0-3945-6234-6.
- Labovitz, John R. (1978). 《Presidential Impeachment》. New Haven, Connecticut: Yale University Press. ISBN 0-300-02213-1.
- Nevin, Mark (July 2017). 《Nixon Loyalists, Barry Goldwater, and Republican Support for President Nixon during Watergate》. 《정책사 저널》 29 (Cambridge University Press). 403–430쪽. doi:10.1017/S0898030617000173.
- Reeves, Richard (2001). 《President Nixon: Alone in the White House》. New York, New York: Simon & Schuster. ISBN 0-7432-2565-1.
- Small, Melvin (1999). 《The Presidency of Richard Nixon》. Lawrence, Kansas: University Press of Kansas. ISBN 978-0-7006-0973-4.
- Woodward, Bob; Bernstein, Carl (2005) [1976]. 《The Final Days》 Paperback판. New York, New York: Simon & Schuster. ISBN 978-0-7432-7406-7.
- Woods, Joseph A. Jr. (April 2000). 《How High the Crime?》. 《헤이스팅스 법률 저널》 51 (University of California, Hastings College of the Law). 753–758쪽.
- Wright, Gerald C. Jr. (September 1977). 《Constituency Response to Congressional Behavior: The Impact of the House Judiciary Committee Impeachment Votes》. 《웨스턴 정치학 분기별 보고서》 30 (University of Utah). 401–410쪽. doi:10.2307/447940. JSTOR 447940.

### 미국 연방 정부 보고서
이 문서는 다음을 포함합니다: 퍼블릭 도메인 자료 - websites or documents of U.S. federal government.
- Cole, Jared P.; Garvey, Todd (2015). Impeachment and Removal (PDF) (보고서). 워싱턴 D.C.: Congressional Research Service. R44260  – University of North Texas Libraries, Digital Library, UNT Libraries Government Documents Department 경유.
- Hudiburg, Jane A.; Davis, Christopher M. (2018). Resolutions to Censure the President: Procedure and History (PDF) (보고서). 워싱턴 D.C.: Congressional Research Service. R45087  – University of North Texas Libraries, Digital Library, UNT Libraries Government Documents Department 경유.
- Rybicki, Elizabeth; Greene, Michael (2019). The Impeachment Process in the House of Representatives (보고서). 워싱턴 D.C.: Congressional Research Service. R45769.
- Stathis, Stephen W.; Huckabee, David C. (1998). Congressional Resolutions on Presidential Impeachment: A Historical Overview (PDF) (보고서). 워싱턴 D.C.: Congressional Research Service. 98-763  – University of North Texas Libraries, Digital Library, UNT Libraries Government Documents Department 경유.
- United States House of Representatives (2007). 〈Section II—Jurisdictions History of the Judiciary Committee: Impeachment〉 (PDF). 《A History of the Committee on the Judiciary 1813–2006》. 워싱턴 D.C.: 미국 정부 인쇄국. 115–136쪽. H. Doc. 109-153.

## 추가 자료
- Bazan, Elizabeth B. (2010년 12월 9일). Impeachment: An Overview of Constitutional Provisions, Procedure, and Practice (PDF) (보고서). 워싱턴 D.C.: Congressional Research Service, Library of Congress. 98-186, 32 pages  – University of North Texas Libraries, Digital Library, UNT Libraries Government Documents Department 경유.
- Committee on the Judiciary, House of Representatives, 93rd Congress, 2nd Session (January 1974). Impeachment: Selected Materials (보고서). Second volume. 워싱턴 D.C.: 미국 정부 인쇄국. House Committee Print, 900 pages  – HathiTrust Digital Library 경유.
- Committee on the Judiciary, House of Representatives, 93rd Congress, 2nd Session (August 1974). Impeachment of Richard M. Nixon, President of the United States (PDF) (보고서). 워싱턴 D.C.: 미국 정부 인쇄국. H. Rpt. 93-1305, 528 pages.
- Staff of the Impeachment Inquiry, Committee on the Judiciary, House of Representatives, 93rd Congress, 2nd Session (February 1974). Constitutional Grounds for Presidential Impeachment (보고서). 워싱턴 D.C.: 미국 정부 인쇄국. H522-6, 80 pages  – Internet Archive 경유.
- 리처드 닉슨 대통령 도서관 및 박물관—구술 역사, 닉슨 행정부에서 일했거나 당시(1969~74) 중요한 인물이었던 많은 개인들과의 구술 역사 인터뷰.
- Kohut, Andrew (2019년 9월 25일) [Originally published August 8, 2014]. “From the archives: How the Watergate crisis eroded public support for Richard Nixon”. 워싱턴 D.C.: Pew Research Center.
- Montgomery, Paul L. (1974년 8월 9일). “The Case Against Richard Nixon: A Catalogue of Charges and His Replies”. 《The New York Times》.
- 《The Impeachment Inquiry》 30판. 워싱턴 D.C.: 의회 분기별 보고서. 1975. 867–902쪽. cqal74-1223105.